# Lennep

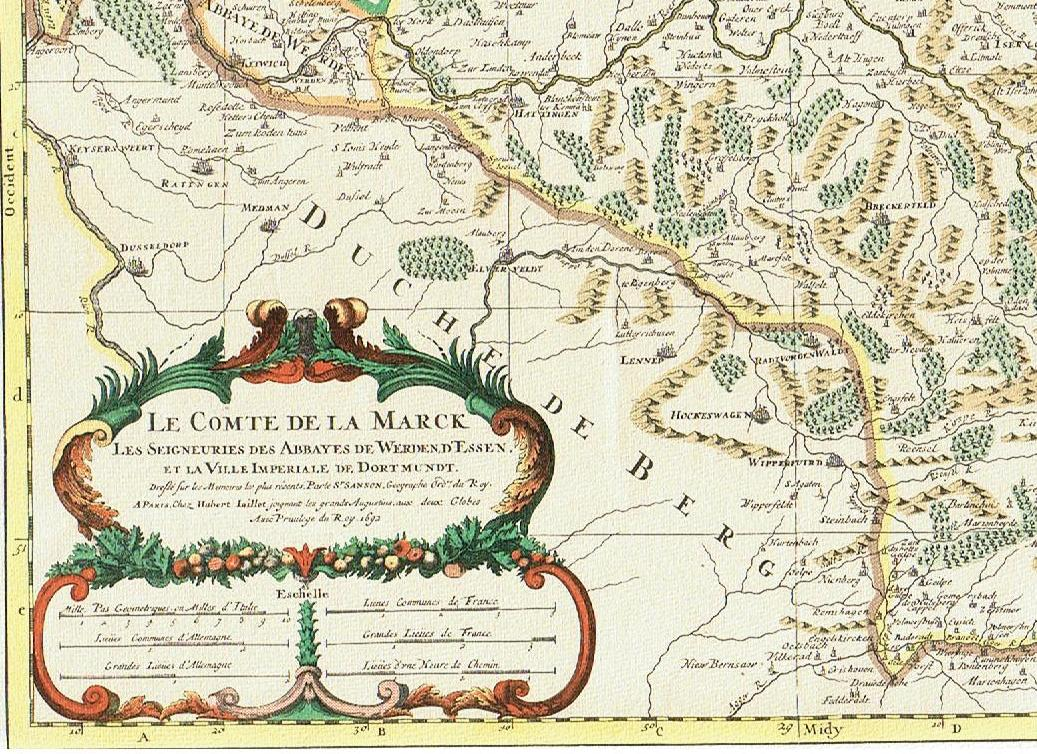
Kartenausschnitt Le Comte de la Marck, Sanson 1692

Lennep ist mit 25.440 Einwohnern (Stand 2008) der zweitgrößte Stadtbezirk Remscheids. Als Mitglied der Hanse und preußische Kreisstadt war Lennep lange Zeit eine der wichtigsten Städte des Bergischen Landes.
Lennep besitzt eine in der Grundstruktur mittelalterliche Altstadt, die zu den ausgewählten 35 historischen Stadtkernen Nordrhein-Westfalens zählt. 116 Häuser des Stadtkerns, darunter viele Bauwerke des Bergischen Barocks, die nach dem Stadtbrand von 1746 entstanden, stehen unter Denkmalschutz.

## Gliederung
| - Stadtbezirk 3 Lennep - 501 Lennep Altstadt - 502 Lennep Nord - 503 Stadtgarten - 504 Lennep Neustadt - 505 Lennep West - 506 Hackenberg - 507 Henkelshof - 508 Hasenberg - 509 Trecknase - 510 Grenzwall - 511 Engelsburg - 512 Bergisch Born Ost - 513 Bergisch Born West |

## Geschichte
Wie durch archäologische Funde belegt ist, muss es im Raum Lennep bereits vor 5000 Jahren menschliche Siedlungen gegeben haben. Der Überlieferung nach liegen die Anfänge der Stadt im 12. Jahrhundert. In der Quellmulde des Baches Linepe (heute: Lennepe-Bach) sollen ein Fronhof und eine dem Heiligen Nikolaus geweihte Kapelle bestanden haben. Dieser Fronhof gelangte um 1200 in den Besitz der Grafen von Berg und ging später an den Herzog Heinrich von Limburg, der ihn in der ersten Hälfte des 13. Jahrhunderts dem Kölner Stift St. Kunibert schenkte. Mit der Erhebung der Kapelle zur Pfarrkirche bildete sich eine erste geschlossene mittelalterliche Siedlung.

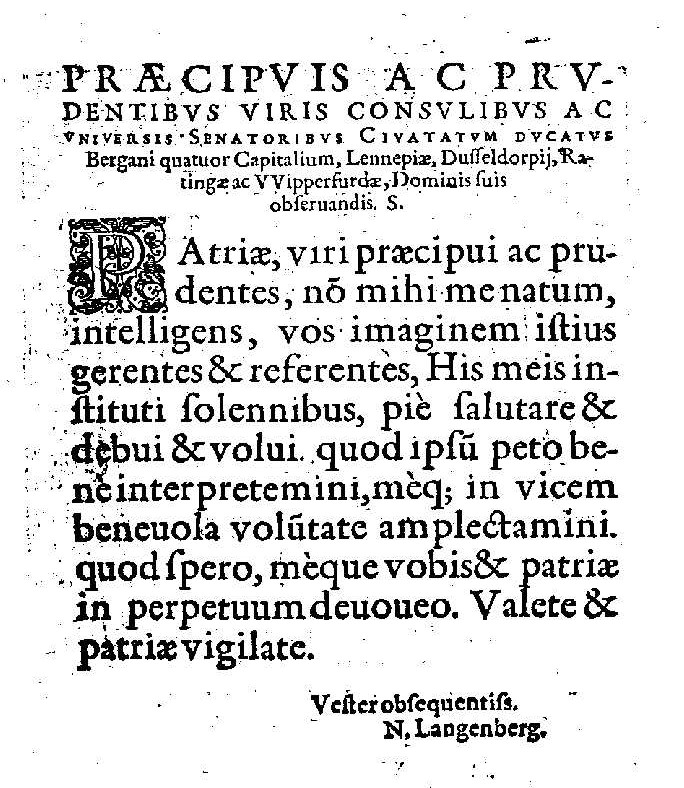
Lennep als rangmäßig erste der vier bergischen Hauptstädte (1596)

Lennep erhielt zwischen 1259 und 1276 die Stadtrechte und gehört damit zu den ältesten Städten des Bergischen Landes. Neben Wipperfürth (1222), Ratingen (1276) und Düsseldorf (1288) galt Lennep zudem als eine der vier Hauptstädte des Herzogtums Berg. Im Jahr 1276 wurde die Stadt im Bergischen Land Konsultationsgericht für das Ratinger Gericht. Zu dieser Zeit existierte bereits eine hohe Befestigungsmauer mit zwei Ausfalltoren. Geografisch günstig, jeweils zwei Tagesreisen von Köln und Dortmund entfernt an der frühmittelalterlichen Fernhandelsstraße nach Magdeburg gelegen, entwickelte sich Lennep schnell zu einer bedeutenden Handelsstadt. Im 13. Jahrhundert wurde Lennep Mitglied der Hanse und unterhielt zahlreiche Handelsniederlassungen. Im Laufe des 14. Jahrhunderts erstarkte die Lenneper Tuchindustrie, deren Produkte weit über die Landesgrenzen hinaus bekannt waren. Infolge eines Stadtbrandes um 1325 wurden vorhandene Urkunden zerstört, daher bestätigte Graf Adolf der Stadt ihre Privilegien, die er um das Gerichtsrecht erweiterte. Spätestens seit dieser Zeit besaß die Stadt Markt- und Münzrecht, ab 1371 auch das Zollrecht. Am 26. September 1563 zerstörte erneut ein Brand bis auf wenige Häuser die ganze Stadt. Beim Wiederaufbau, der etwa bis 1575 dauerte und durch Steuerbefreiung und Privilegien durch Herzog Wilhelm gefördert wurde, konnte durch Verlegung von Plätzen, Straßen und Gebäuden eine für die Handwerker günstigere Struktur erzielt werden.
Die prosperierende Entwicklung der Stadt endete mit dem großen Stadtbrand am 4. Oktober 1746, dem nahezu die gesamte Stadt zum Opfer fiel. Viele Handwerker und Kaufleute ließen sich daraufhin in benachbarten Städten nieder. Der barocke Wiederaufbau der Stadt auf dem mittelalterlichen Stadtgrundriss vollzog sich nur schleppend. Bis zur Industrialisierung wuchs die Stadt nicht über die mittelalterliche Wallzone hinaus. Erst danach entwickelte sich die Stadt entlang der Hauptausfallstraßen weiter, vor allem in Richtung Süden und Westen, wo die Lenneper Neustadt mit Amtsgericht, Bahnhof und Kreishaus entstand. Dennoch konnte die Stadt kaum mehr mit den umliegenden neuen Großstädten im Wupperviereck konkurrieren. Die Protokolle der Gerichtsakten von 1696 bis 1811 beleuchten intensiv die inneren Verhältnisse der Bürgerschaft.
Im Jahre 1808 wurde die Stadt Sitz eines Kantons im Arrondissement Elberfeld des Départements Rhein im napoleonischen Großherzogtum Kleve und Berg und erhielt eine Munizipalverfassung. Das Gemeindeverwaltungsgesetz von Joachim Murat aus dem Jahre 1807 sah zunächst einen Direktor, ab 1809 einen Maire an der Spitze der Gemeinde vor, der bei weniger als 5000 Einwohnern von einem Beigeordneten unterstützt wurde. Ihnen standen Munizipalräte zur Seite, die an der Haushaltsaufstellung beteiligt waren. Im Verlaufe des Wiener Kongresses wurde Lennep 1815 Preußen zugeschlagen und zu einer Bürgermeisterei im Kreis Lennep mit einem Bürgermeister an der Spitze der Verwaltung.

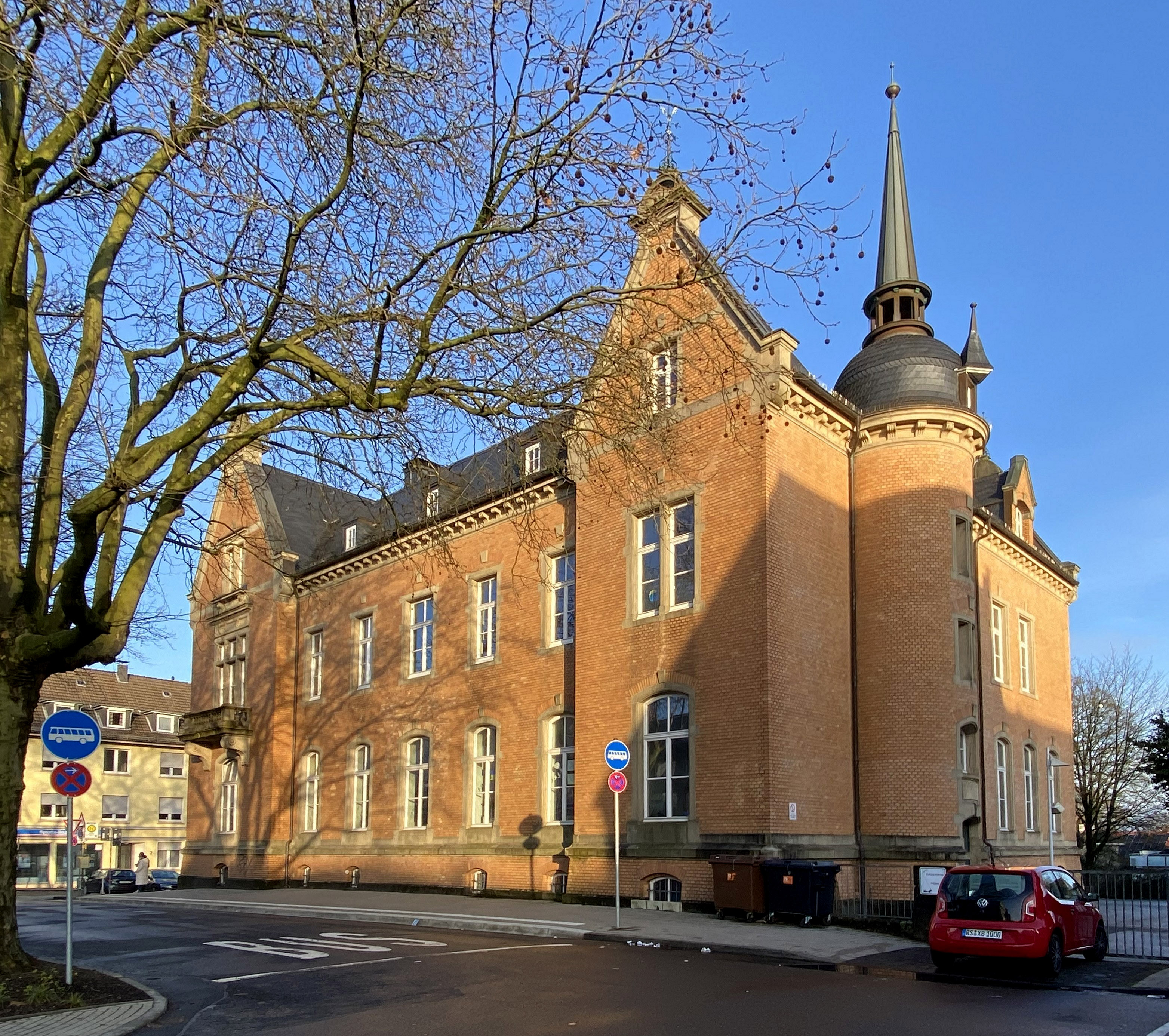
Kreishaus Lennep (1889 erbaut) – ehemals Sitz der Kreisverwaltung

Lennep war 1850 Schauplatz eines Streiks der Tucharbeiter. Am 17. August 1857 wurden Lennep die preußischen Stadtrechte verliehen. Während des Ersten Weltkrieges und im Laufe der Inflation bis 1923 gaben sowohl die Kreisstadt als auch der Landkreis Notgeld heraus.
Im Jahr 1929 erfolgte die Eingemeindung in die Stadt Remscheid, bis dahin war Lennep Sitz des gleichnamigen preußischen Landkreises. Die Auflösung des Kreises und die Eingemeindung führten anfangs zu starken Protesten in der Bevölkerung, die jedoch vergebens waren. Seither bildet Lennep den flächenmäßig größten Remscheider Stadtbezirk, der 1975 im Rahmen der nordrhein-westfälischen Gebietsreform um die in Teilen bereits zu Lennep gehörige Ortschaft Bergisch-Born erweitert wurde. 1980 wurde das 750. Stadtjubiläum gefeiert.

## Wappen

Stadtsiegel von Lennep 1451

Das Wappen von Lennep, das an das 1260/70 entstandene Stadtsiegel angelehnt ist, zeigt auf einem silbernen Schild eine rote Stadtmauer mit Tor und einen roten, doppeltürmigen Kirchenbau mit blauem Dach und blauen Turmhauben. Der (heraldisch) rechte Turm ist von einem goldenen Wetterhahn bekrönt. Oberhalb der Kirche befindet sich ein kleiner silberner Schild mit einem nach rechts aufsteigenden roten Löwen, dem Wappentier der jüngeren Linie der Grafen bzw. Herzöge von Berg. Das Lenneper Wappen zeigt eine auffallende Ähnlichkeit zum Wappen der acht Jahre älteren Stadt Wipperfürth: Auch hier zeugt eine befestigte Kirche als Sinnbild für „Stadt“ in unmittelbarem Zusammenhang zum landesherrlichen Wappen von der Bedeutung des Ortes wie auch vom Prestigegewinn, der sich für den hochmittelalterlichen Landesfürsten mit einer Stadterhebung beziehungsweise Stadtgründung verband.

## Stadtbeschreibung
Die Altstadt Lenneps entstand im Quellmuldental des Linepe-Bachs; der Stadtgrundriss ist nahezu kreisrund. Die mittelalterliche Haupthandelsstraße Köln-Magdeburg durchschneidet die Stadt von Süd-Südwesten nach Nordosten und bildete in der ehemaligen Stadtmauer ein Kölner und ein Schwelmer Tor. Ein zweiter Straßenzug (heute Wetterauer Straße-Alter Markt-Berliner Straße) entlastete die Fernstraße und führt von den Toren zum Marktplatz der Stadt. Von dort erschließt man auch den Kirchhof mit der Hauptkirche der Stadt. Mit der Lüttringhauser Pforte im Nordwesten und der Mühlenpforte im Osten besaß Lennep zwei weitere Zugänge zur Stadt, die über einen weiteren Straßenzug (heute: Neugasse-Alter Markt-Kronenstraße-Mühlenstraße) miteinander und dem Marktplatz verbunden waren. Der mittelalterliche Befestigungsring, der vermutlich aus Mauer, Wall und Graben bestand, wird noch bis heute von der Wallstraße nachgefahren. Im Norden schlossen sich an die Wallstraße bis zum Thüringsberg verschiedene Lösch- und Trinkwasserteiche an, die heute aber durch eine Grünfläche ersetzt sind.

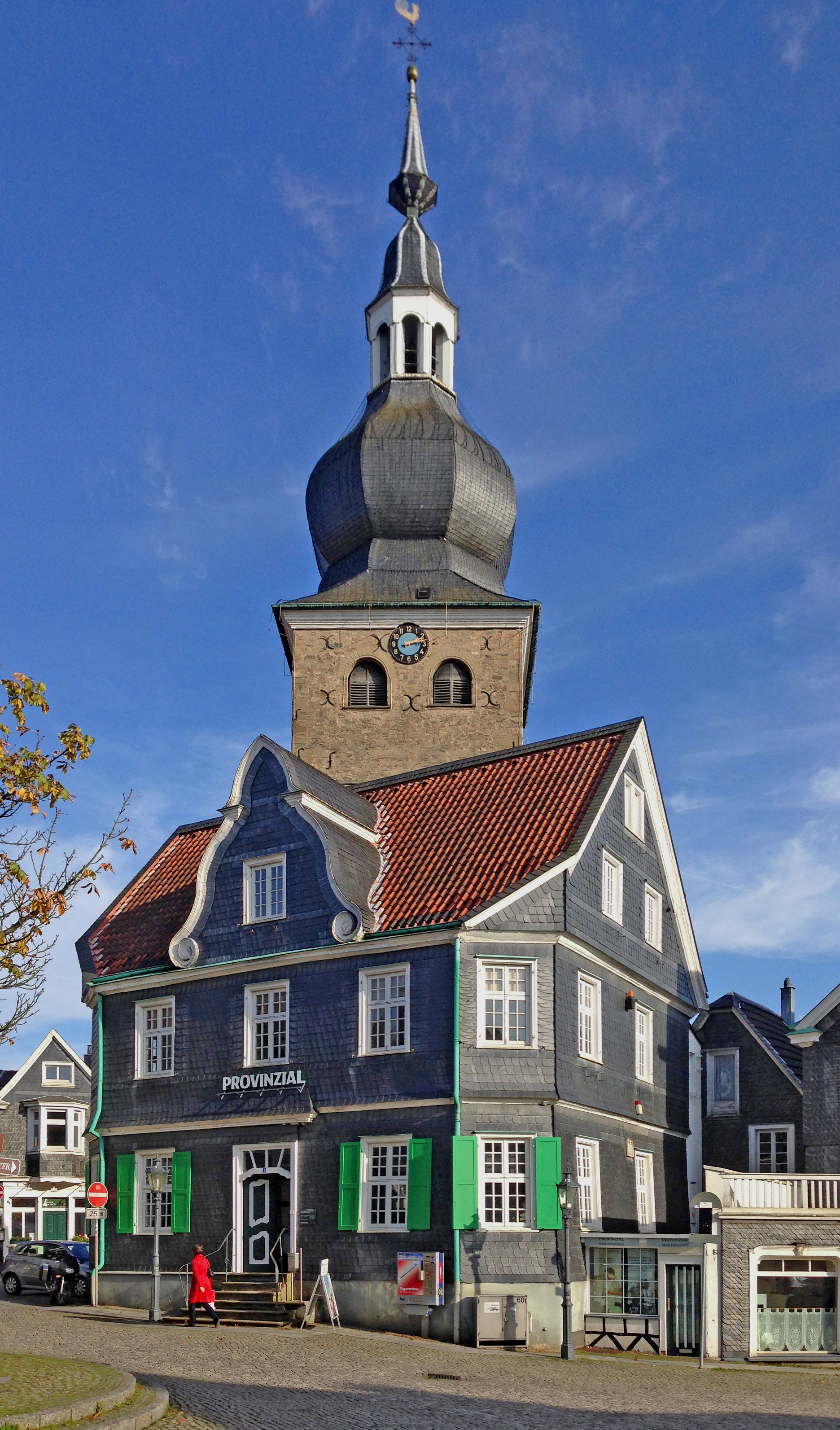
Das Alte Rathaus (18. Jahrh.) – Alter Markt 6

Von der ursprünglichen mittelalterlichen Bebauung ist wenig erhalten; sie brannte 1746 nahezu vollständig nieder. Nur einige steinerne Bauteile der Stadtkirche, vor allem am Turm, datieren aus der frühen Zeit. Die heutige Bebauung entstand auf Grundlage der alten Parzellenstruktur in der zweiten Hälfte des 18. Jahrhunderts im sogenannten „Bergischen Barock“. Dieser Regionalstil verbindet barocke Schmuckformen mit dem lokalen Lehmfachwerkbau. Für die bergische Bautradition typisch ist der schwarze Anstrich des Ständerwerkes, der weiße Anstrich der Fenster- und Türrahmen, die Kalkung der Gefache, der grüne Anstrich der Fensterläden und Türen und der Einsatz von rheinischem Schiefer zur Wandverkleidung. Oft wurde zunächst nur die Wetterseite der Gebäude verschiefert; wohlhabende Bauherrn leisteten sich allerdings schon früh eine allseitige Verschieferung ihrer Häuser. Besonders imposante Bauwerke stellen das Alte Rathaus (Alter Markt) und das Haupthaus des heutigen Röntgenmuseums (Patrizierhaus von 1803, Schwelmerstraße 41) dar. Bauhistorisches Interesse weckt ebenfalls die evangelische Stadtkirche, die nach 1746 umfassend ausgebaut wurde. Der wuchtige mittelalterliche Turm erhielt eine elegante barocke Turmhaube, die bis heute stadtbildprägend ist. Im Innenraum der neu erbauten Saalkirche verschmelzen die Prinzipalstücke Altar, Kanzel und Orgel, die für die protestantischen Kirchenbauten des Bergischen Landes typisch sind, zu einer eindrucksvollen Einheit.
Glücklicherweise blieb die Lenneper Altstadt vom alliierten Bombardement des Zweiten Weltkriegs nahezu verschont. Allein der verputzte Steinbau des Neuen Rathauses am Alten Markt wurde vollständig zerstört. Hingegen trafen mehrere Spreng- und Brandbomben verschiedene Gebäude in der Neustadt. Ebenfalls kam es zu einem größeren Verlust der historischen Bausubstanz durch die Modernisierung während der Wirtschaftswunderjahre. Ab den 1970er Jahren wurde der Baubestand des 18. Jahrhunderts durchgreifend saniert, so dass das einzigartige städtebauliche Ensemble bis heute erhalten ist.
Seit 2013 ist die Ansiedlung eines sogenannten Designer-Outlet-Centers mit überregionalem Einzugsbereich direkt südöstlich der historischen Altstadt in der Diskussion, was auf überwiegende Unterstützung in der Politik und ein geteiltes Echo in der Bevölkerung trifft, aber aktuell aufgrund planungsrechtlicher Probleme nicht umgesetzt werden kann.

## Infrastruktur

### Bildung

#### Kindergärten und Initiativen
- Kindergarten Westerholt

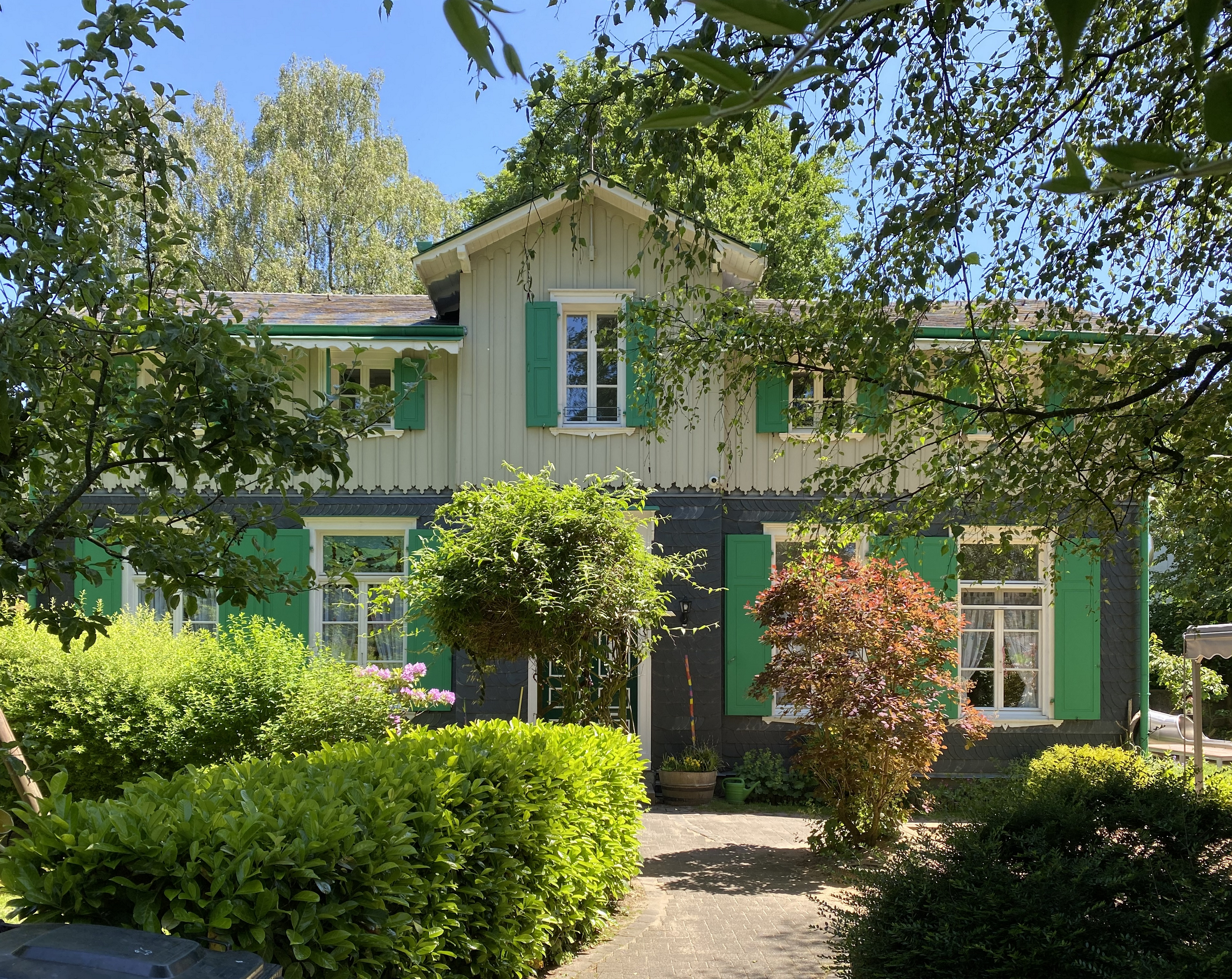
Kinderhaus Westerholt

- Evangelische Kindertagesstätte Albrecht-Thaer-Straße
- Evangelische Kindertagesstätte Ringstraße
- Katholische Kindertagesstätte St. Bonaventura
- Elterninitiative KiTa Hackenberg e. V.

- Kindertagesstätte Lüttringhauser Straße
- Städtische Kindertageseinrichtung Henkelshof
- Städtische Kindertagesstätte Bergisch Born
- Waldorf-Kindertagesstätte Zaunkönig e. V.

#### Schulen

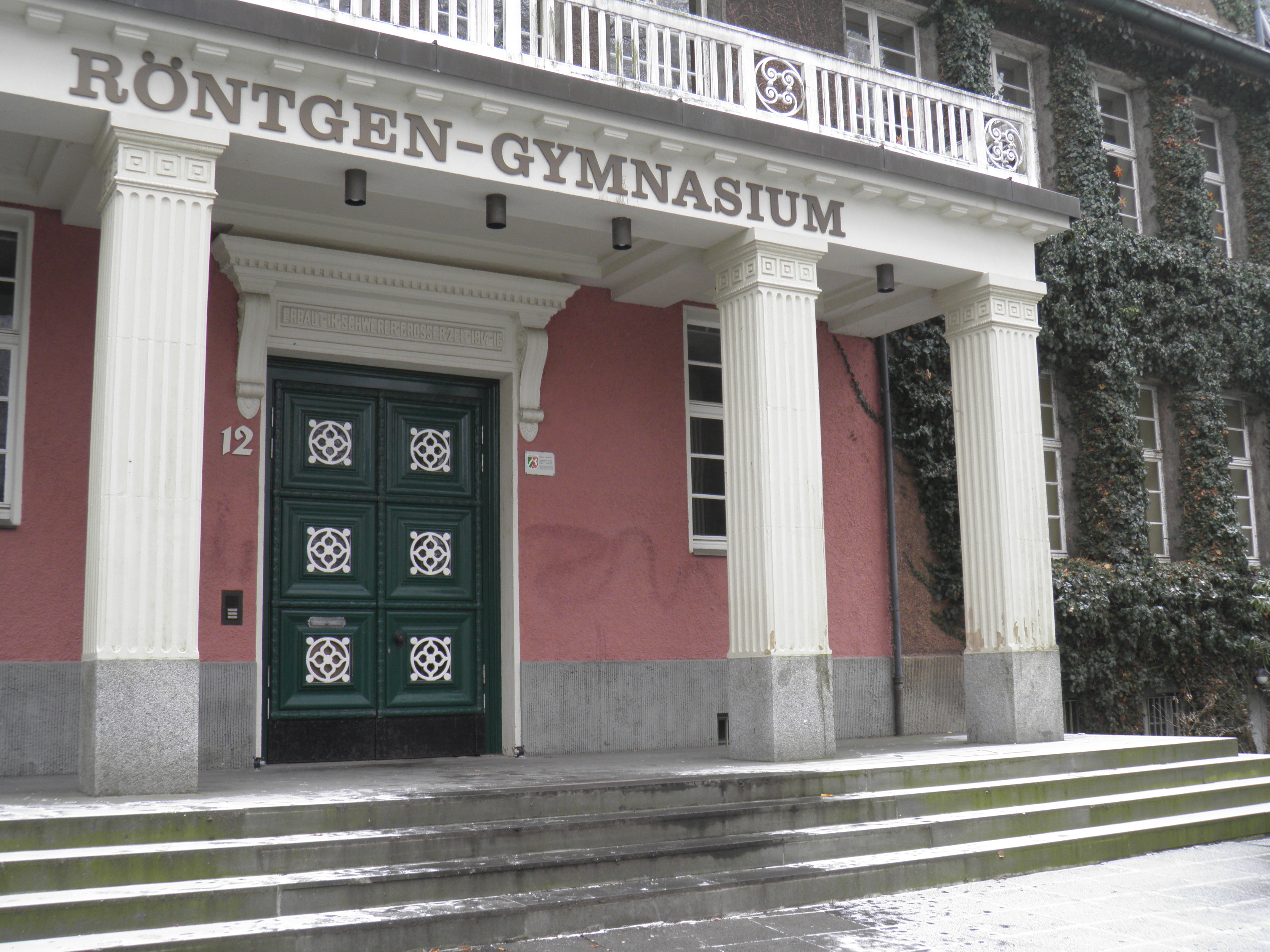
Portal des Röntgen-Gymnasiums in Lennep

- Katholische Grundschule Am Stadion
- Gemeinschaftsgrundschule Freiherr-vom-Stein
- Gemeinschaftsgrundschule Hackenberg
- Gemeinschaftsgrundschule Hasenberg
- Gemeinschaftshauptschule Hackenberg
- Albert-Schweitzer-Realschule
- Weiterbildungskolleg (Abendrealschule)
- Röntgen-Gymnasium, benannt nach dem in Lennep geborenen Wilhelm Conrad Röntgen.
- Musik- und Kunstschule, Außenstelle Lennep
- Förderschule mit dem Förderschwerpunkt „Lernen“, Pestalozzi (seit 2014 nicht mehr am Standort Lennep)
- Rudolf-Steiner-Schule Remscheid e. V.

#### Büchereien
- Stadtteilbibliothek Berliner Straße

## Verkehr

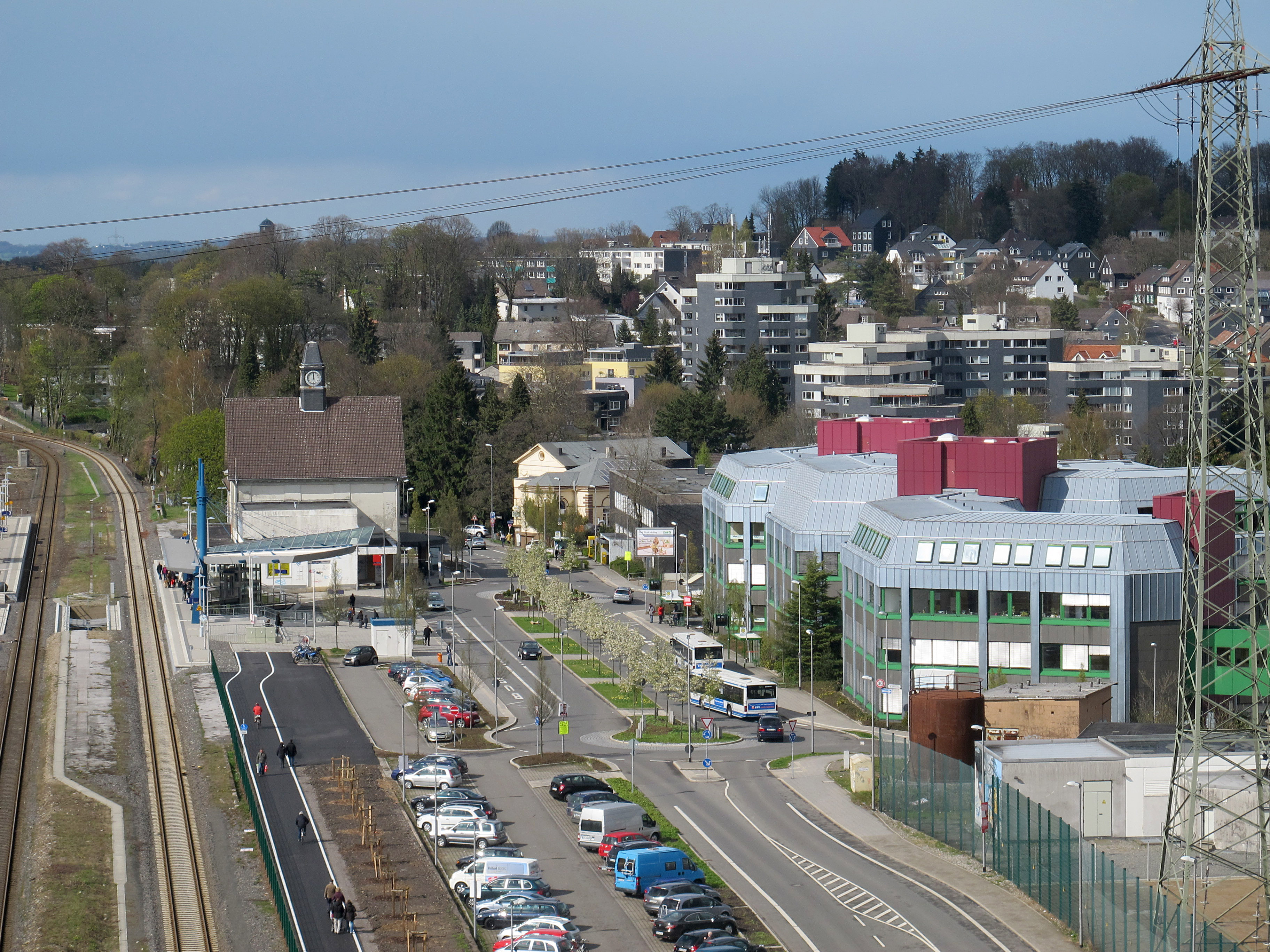
Bahnhof Remscheid-Lennep und Knusthöhe

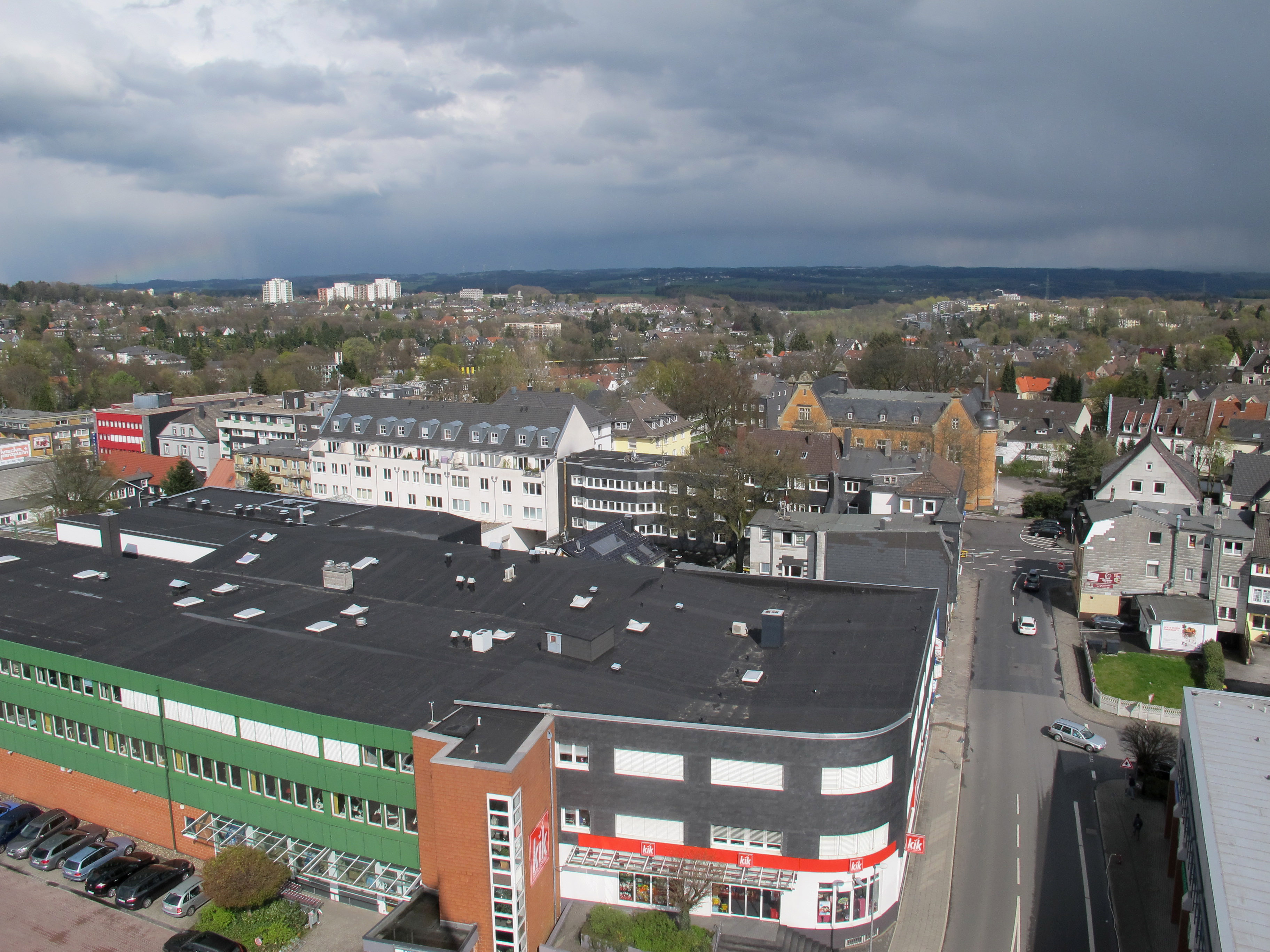
Blick über Lennep mit den Hochhäusern am Henkelshof

Lennep war lange Zeit Standort eines Betriebswerkes und des bedeutendsten Bahnhofs auf dem Stadtgebiet Remscheids.
Seitdem die Zugverbindungen nach Radevormwald, nach Wermelskirchen / Opladen und nach Wipperfürth eingestellt wurden, sind nur noch die Strecken von Wuppertal-Oberbarmen und nach Remscheid Hbf in Betrieb. Diese werden von der S-Bahn-Linie S7 (Der Müngstener [Wuppertal–Solingen]) sowie dem Regional-Express RE47 (Düssel-Wupper-Express [Remscheid–Düsseldorf]) befahren. Die drei bergischen Kleinstädte Wermelskirchen, Hückeswagen und Radevormwald sind mit mehreren Buslinien an den Bahnhof Remscheid-Lennep angebunden.
Es existiert auf der alten Bahntrasse ein kombinierter Rad- und Gehweg nach Bergisch Born, der von dort einerseits nach Marienheide und Radevormwald, andererseits nach Burscheid-Hilgen-Opladen führt.
Lennep ist über zwei Anschlussstellen mit der Autobahn 1 verbunden.

## Kultur und Sehenswürdigkeiten

### Kultur

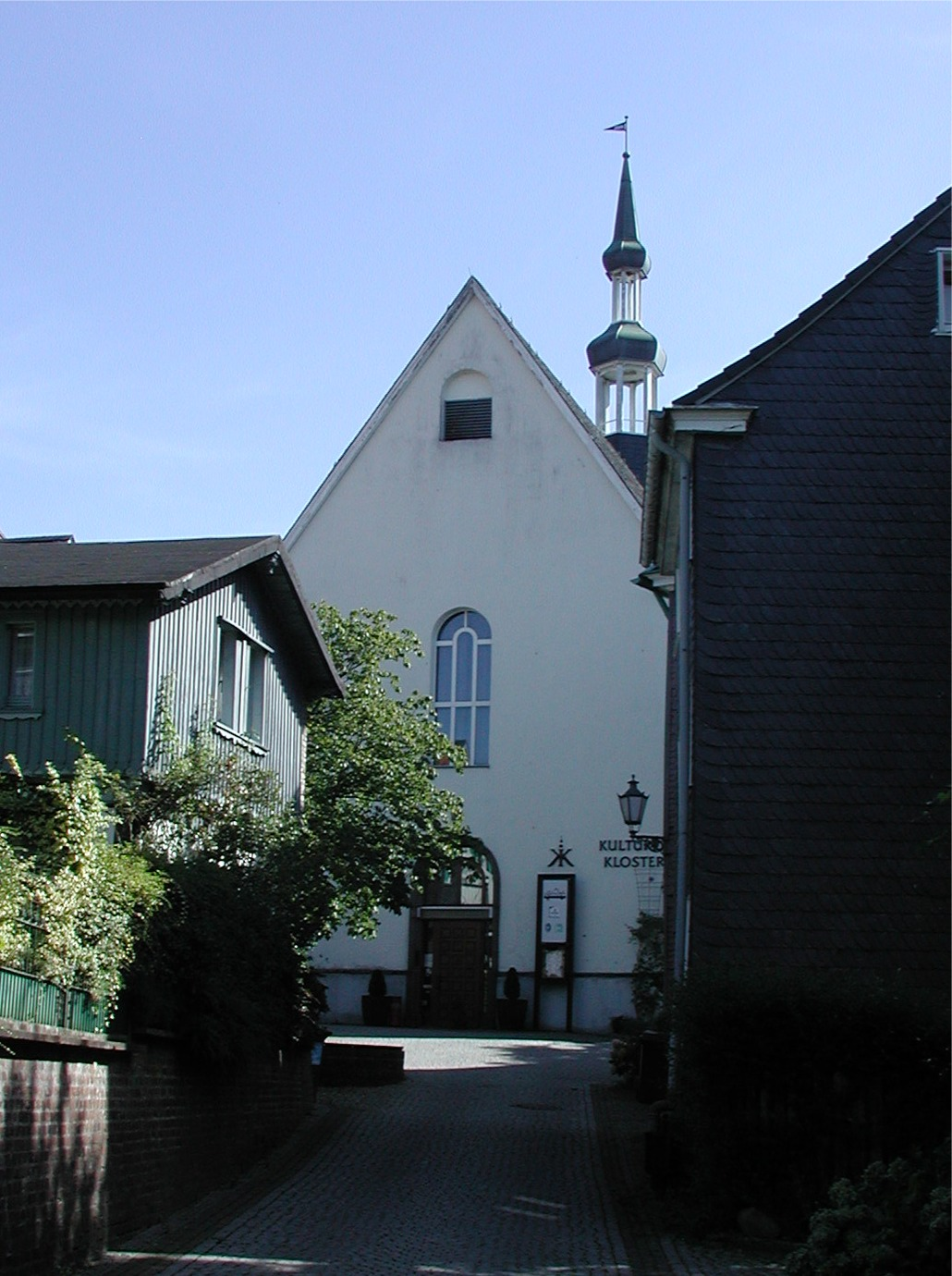
Klosterkirche in Lennep

- Die Klosterkirche Lennep gilt als ältester bestehender Sakralbau Remscheids. Der Bau wurde 1677 von den Minoriten als Teil eines neuen Klosters begonnen und dauerte bis 1696.[18][19] Bezogen wurde er bereits 1681. Bei einer Renovierung Mitte der 1980er-Jahre wurde noch die originale Bodenfensterfassung am Nordfenster der Chorapsis freigelegt. Die Sanierungsmaßnahmen konnten erfolgen, nachdem sich der Verein Klosterkirche RS-Lennep e. V. gründete, ein Abriss konnte so verhindert werden. Heute sind hier ein Kulturzentrum und das Restaurant „Klosterschänke“ untergebracht.[20] Das Kulturzentrum Klosterkirche hat in den Jahren seiner Kulturarbeit schon viele große Künstler nach Lennep geholt. So waren Größen wie Ingo Appelt, Ralf Schmitz, die Bläck Fööss und viele mehr zu Gast in den alten Gemäuern des ehemaligen Klosters.

- Das „Rotationstheater“ ist eine private Initiative von Reintraut Schmidt-Wien, die die Räume der ehemaligen Rotationsdruckerei der Bergischen Morgenpost / Lenneper Kreisblatt an der Kölner Straße in ein geräumiges Zimmertheater umwandelte. Später gliederte sie noch das „Rotationscafé“ an, wo es ebenfalls künstlerische Auftritte gibt.
- Das Jugendzentrum Die Welle befindet sich im ehemaligen, von 1886 bis 1979 bestehenden Hallenbad. Es hat eine breite Palette von Angeboten vorzuweisen.

### Kirchen
- Evangelische Stadtkirche
- Katholische Pfarrkirche St. Bonaventura
- Waldkirche der Evangelischen Kirchengemeinde Lennep
- Freie evangelische Gemeinde
- Katholische Pfarrkirche St. Andreas in Bergisch Born
- Evangelische Kirche in Bergisch Born
- Evangelische Kirche in Kräwinklerbrücke

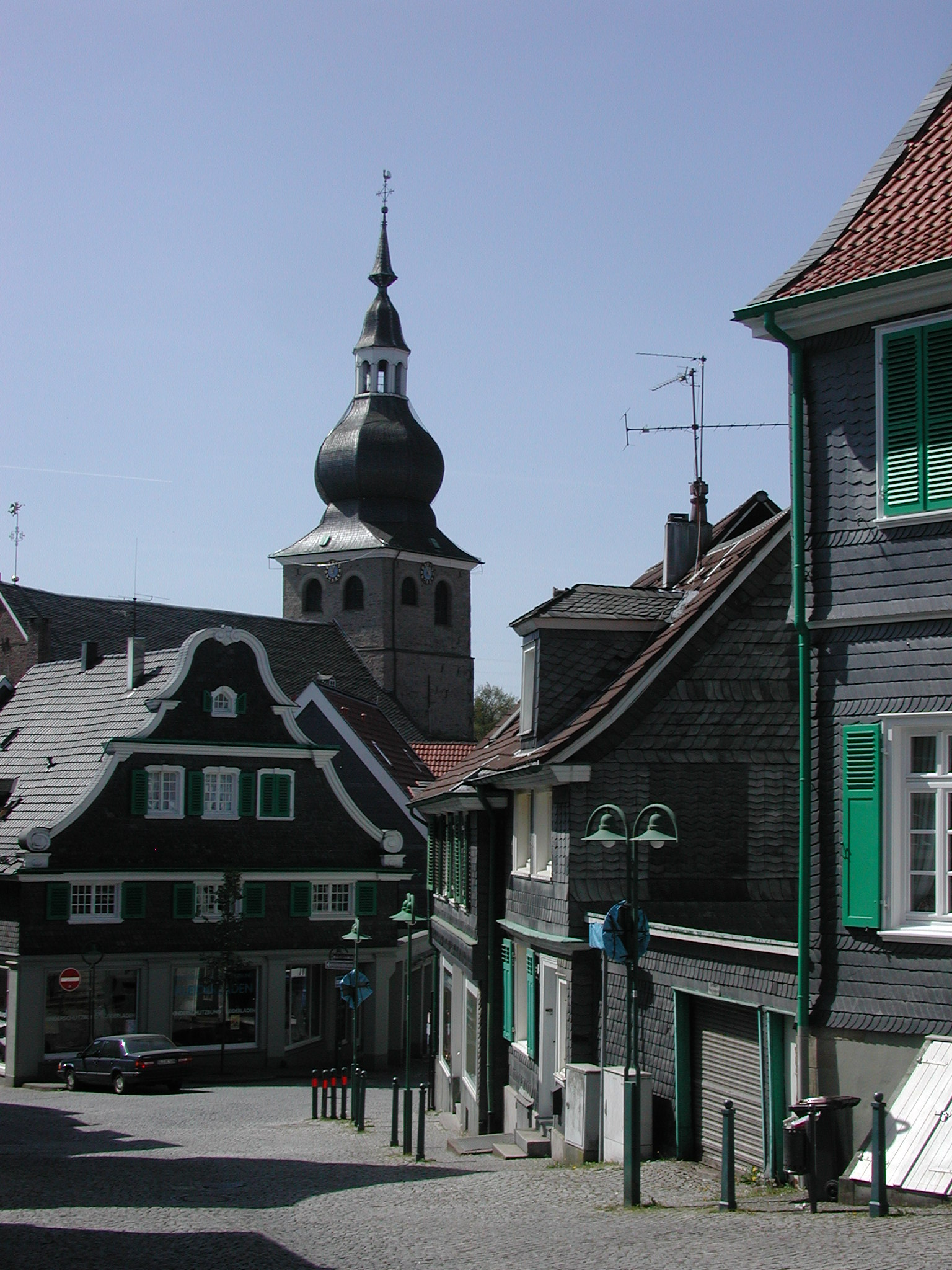
Stadtkirche aus Richtung Schwelmer Straße
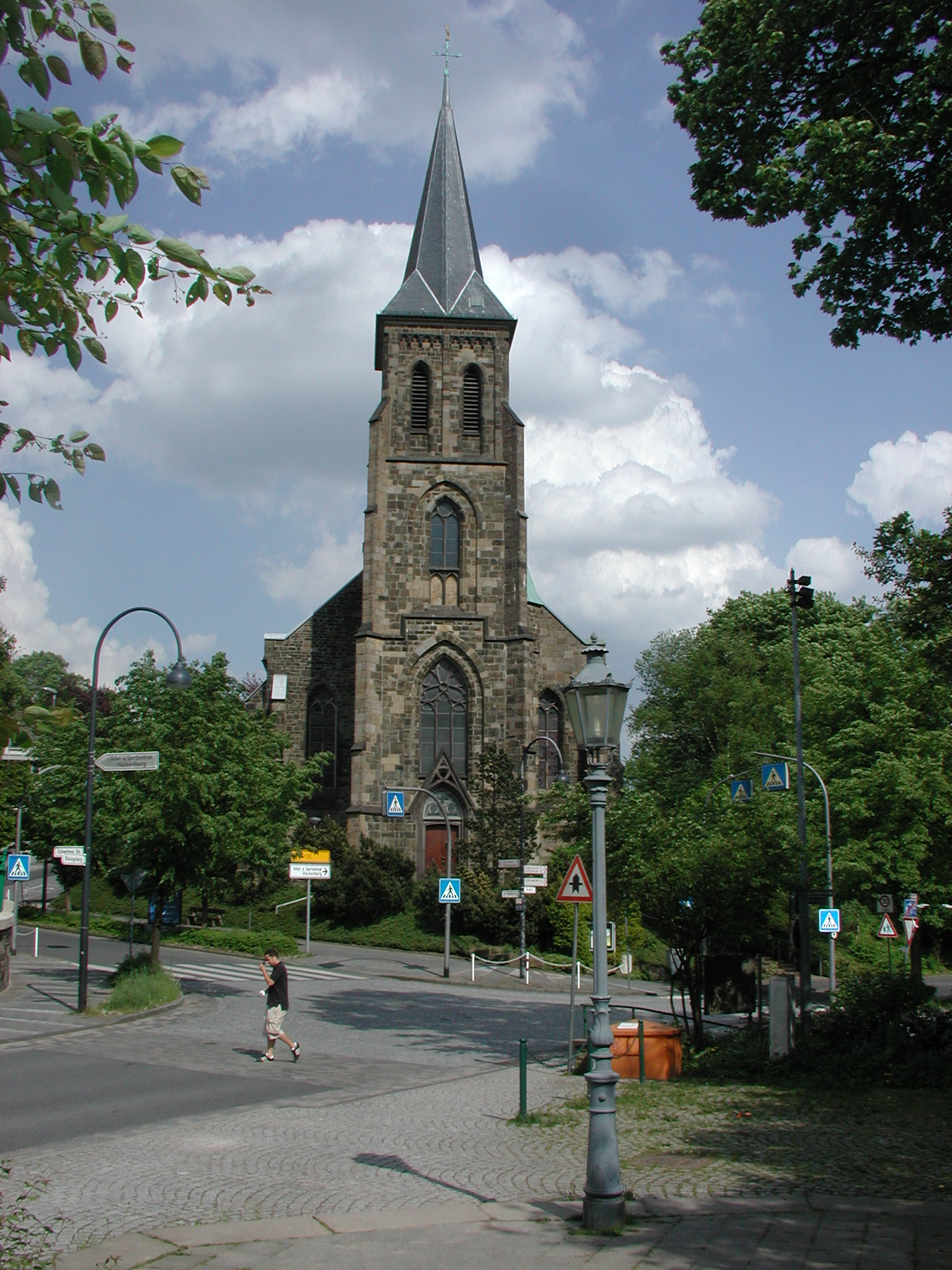
Kirche St. Bonaventura an der Hackenberger Straße
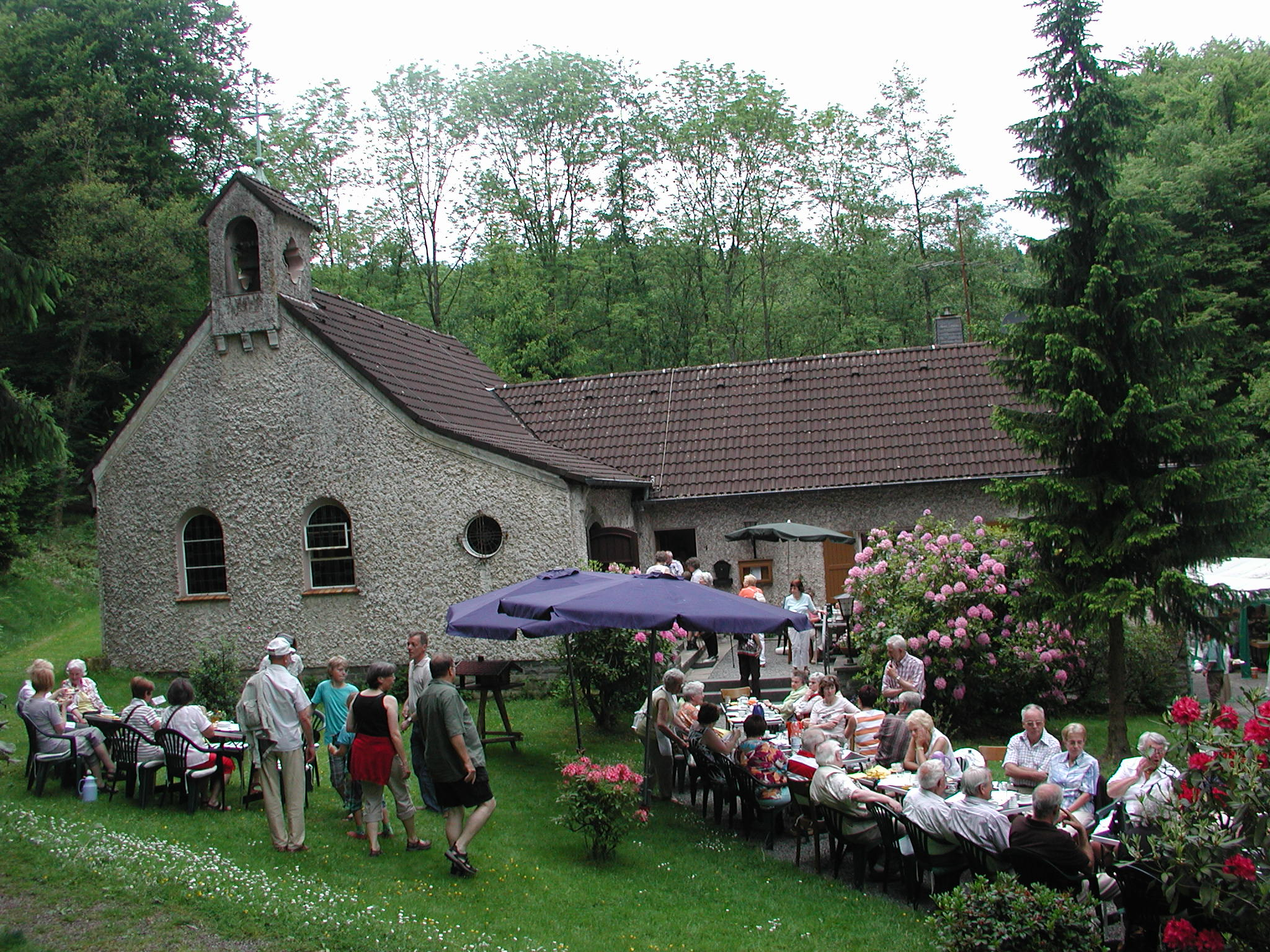
Waldkirche
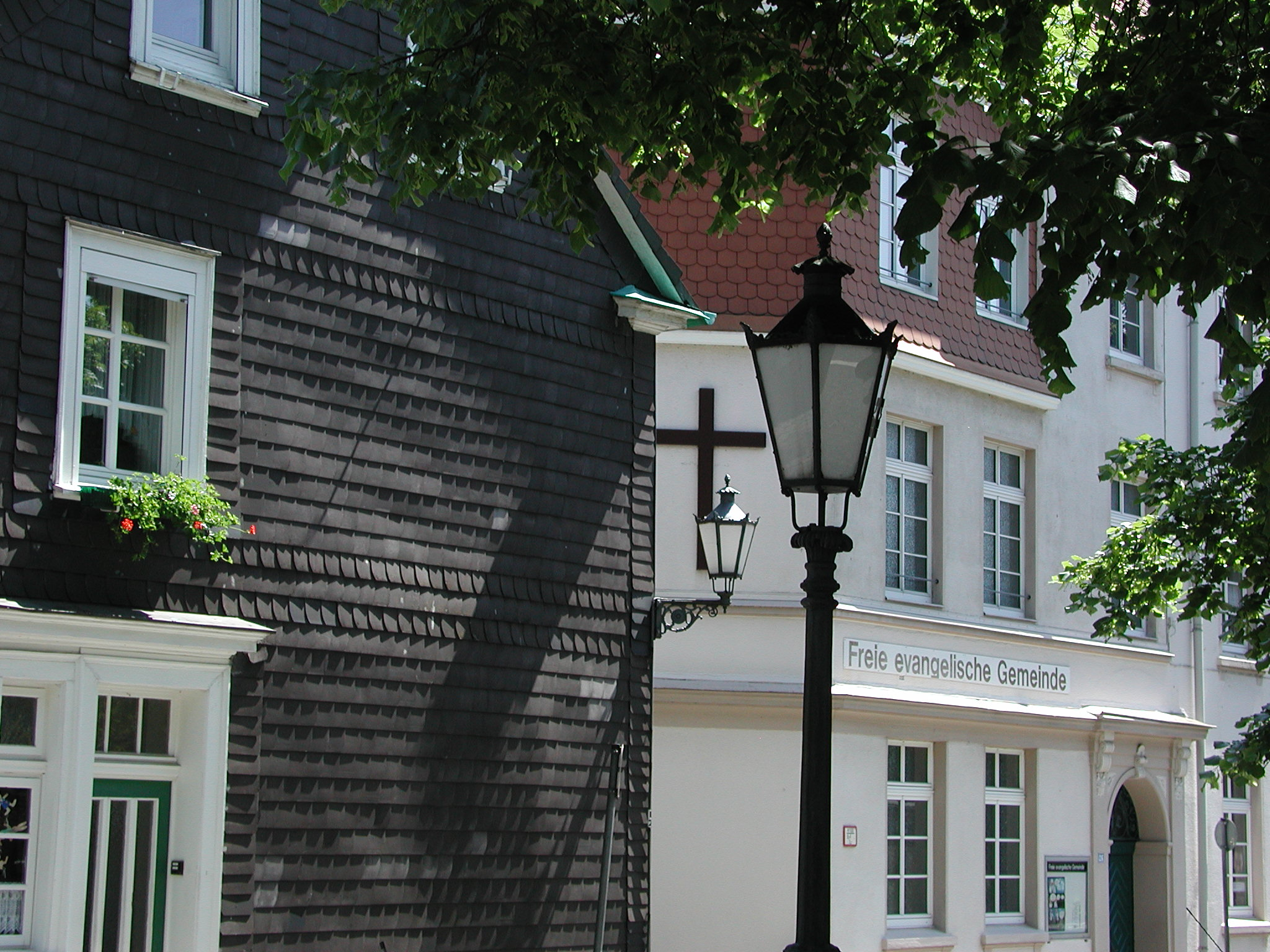
Freie Evangelische Gemeinde
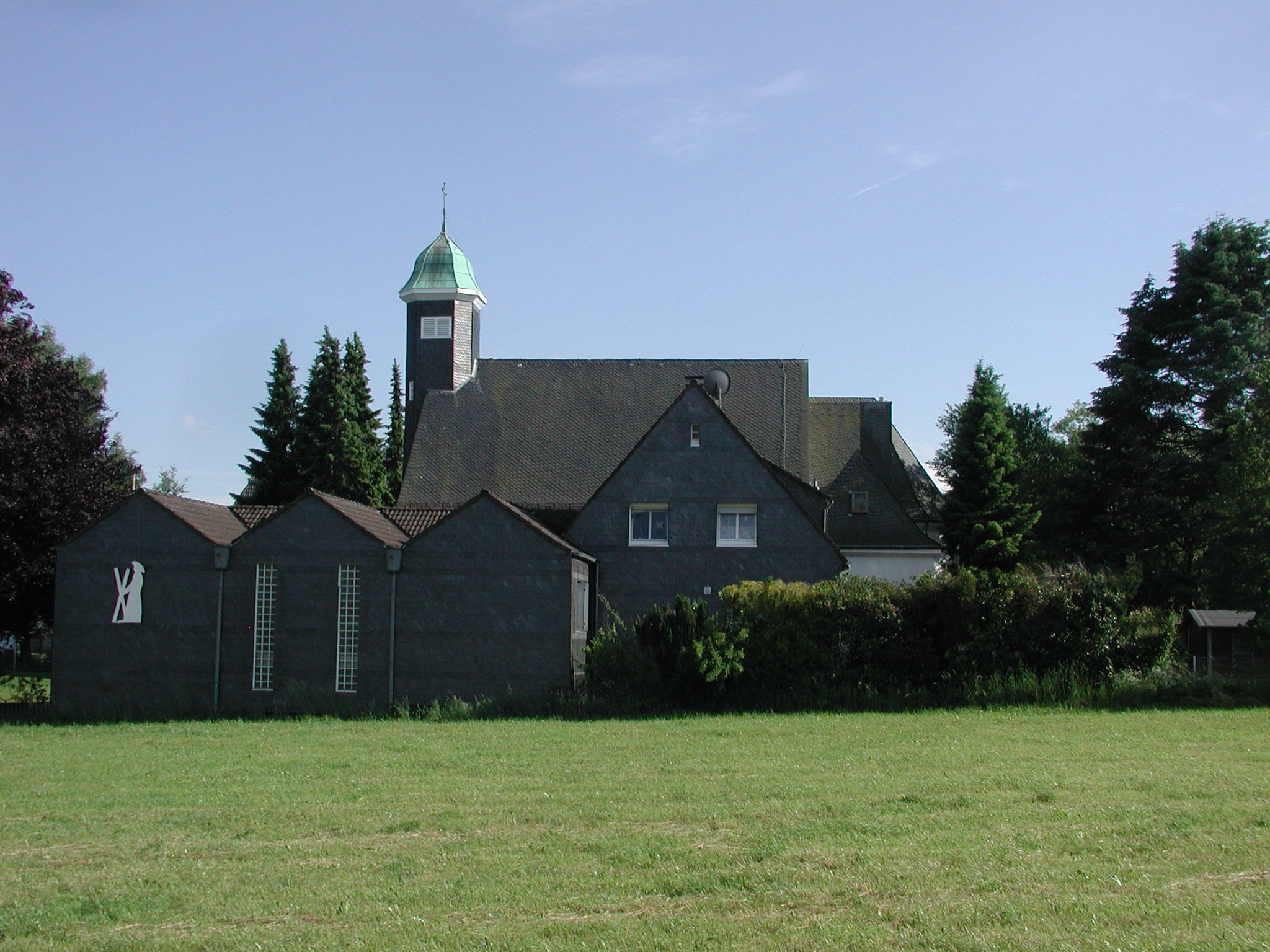
St. Andreas in Bergisch Born
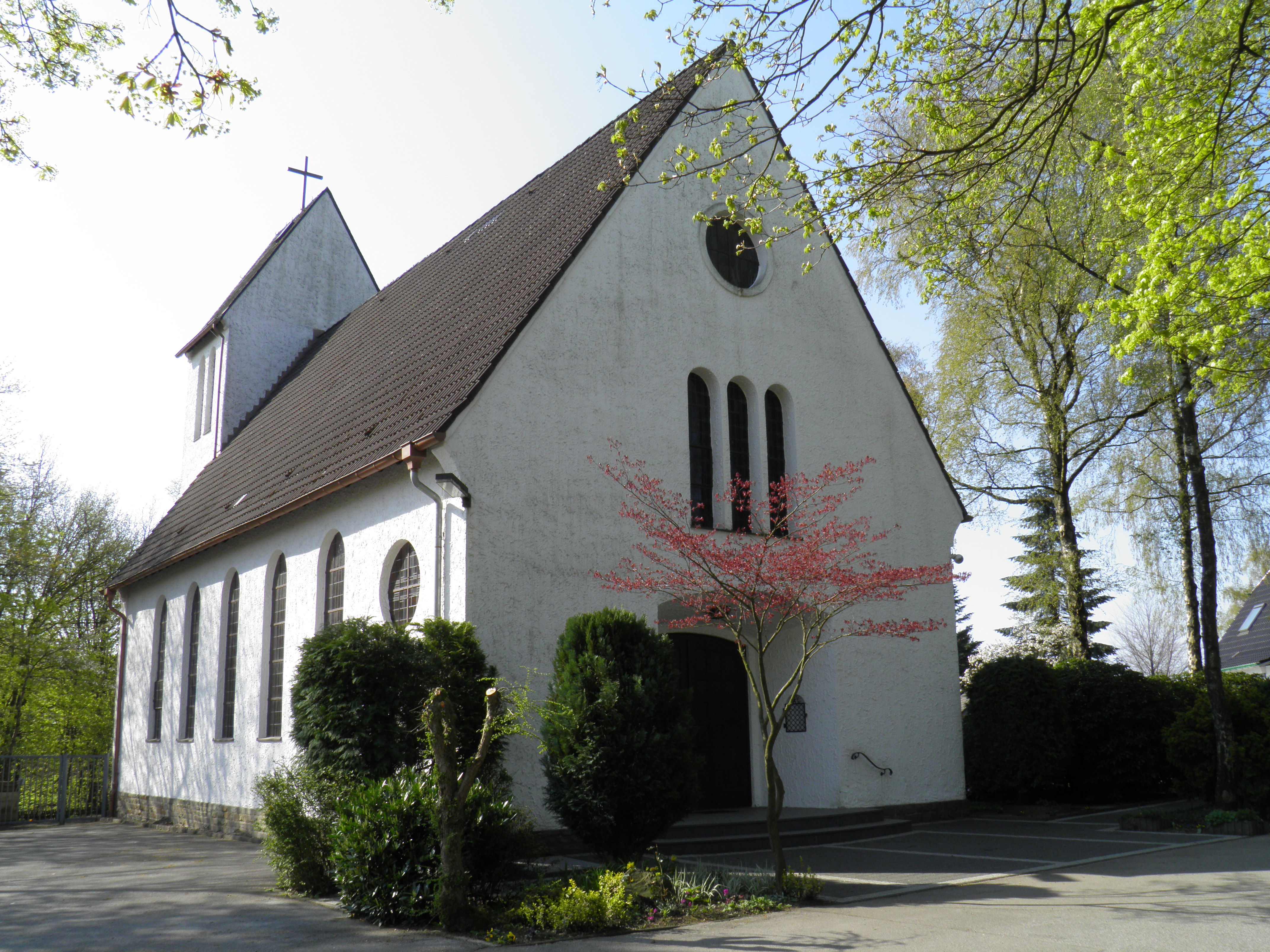
Evangelische Kirche in Bergisch Born
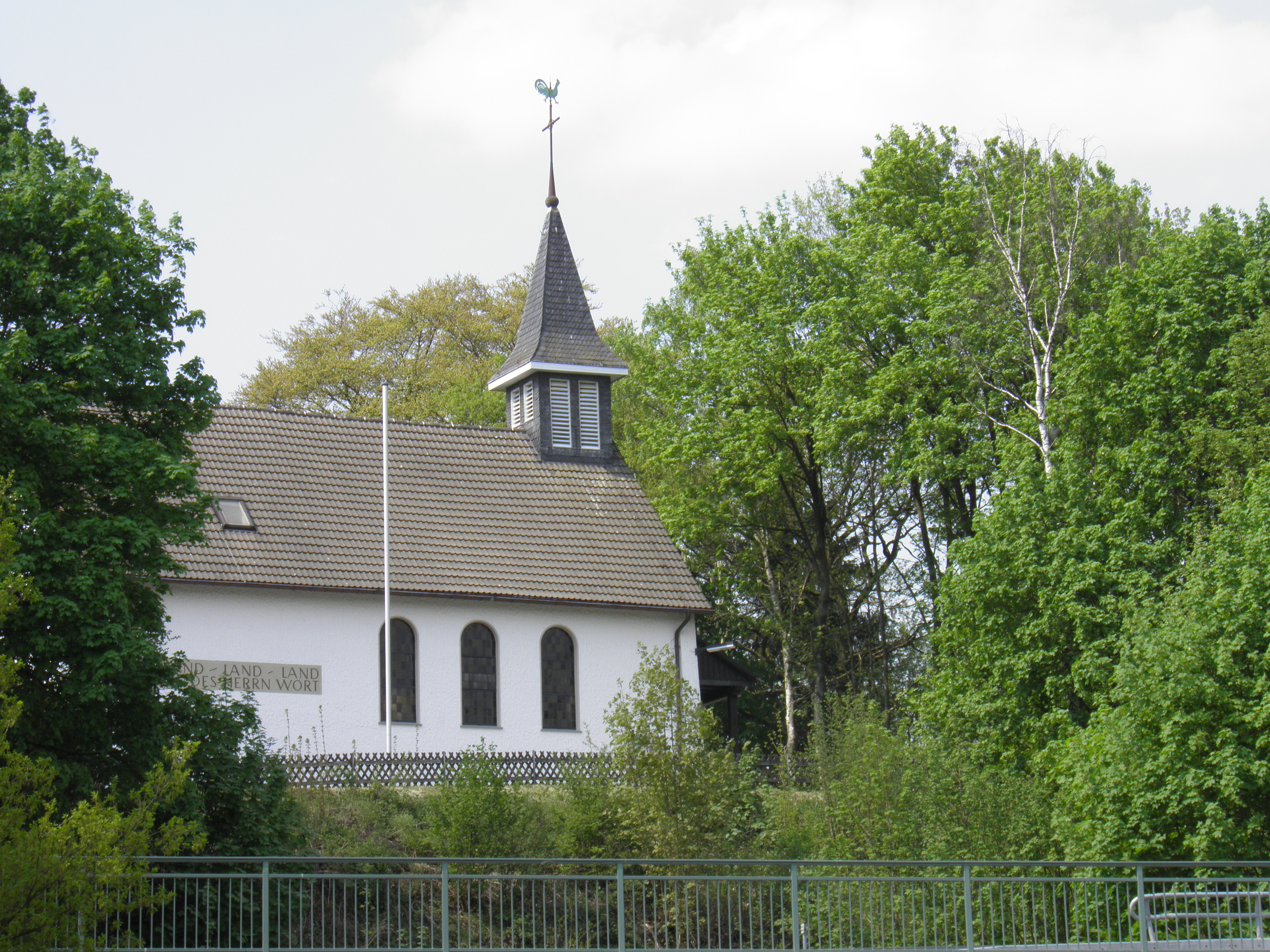
Evangelische Kirche Kräwinklerbrücke

### Museen

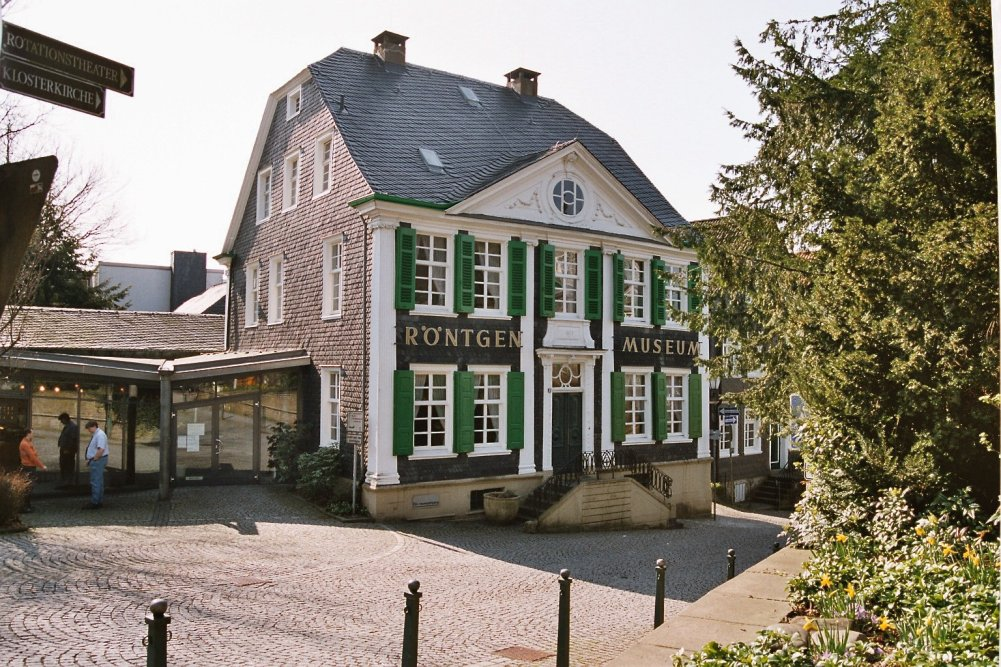
Röntgenmuseum

- Deutsches Röntgen-Museum
- Tuchmuseum Lennep

### Sehenswürdigkeiten
- Historische Altstadt mit Wallstraße, Bocksgasse, Botengasse, Pilgergasse, Alter Markt, Greuelgasse und Kraspütt
- Gartenhaus im Hardtpark
- Wuppertalsperre, Panzertalsperre
- Hardtpark, beidseitig der Wupperstraße
- Ehemaliges Standesamt
- Ehemaliger Hochbunker aus dem Zweiten Weltkrieg, nahe Kraspütt
- Ehemalige Landwirtschaftsschule an der Röntgenstraße
- Röntgens Geburtshaus
- Altes Amtsgericht
- Ehemaliges Kreishaus
- Ehemaliges „Bergisches Alumnat“, erbaut 1908 in der Hackenberger Straße nahe Teichstraße, wo Schüler der Höheren Bürgerschule Lennep Hardtstraße und später der Röntgen-Schule untergebracht waren. Das erste Lenneper Alumnat befand sich in der heutigen Bahnhofstraße.
- Skulptur Jakobsweg von Tony Cragg am neu gestalteten Munsterplatz.[21]

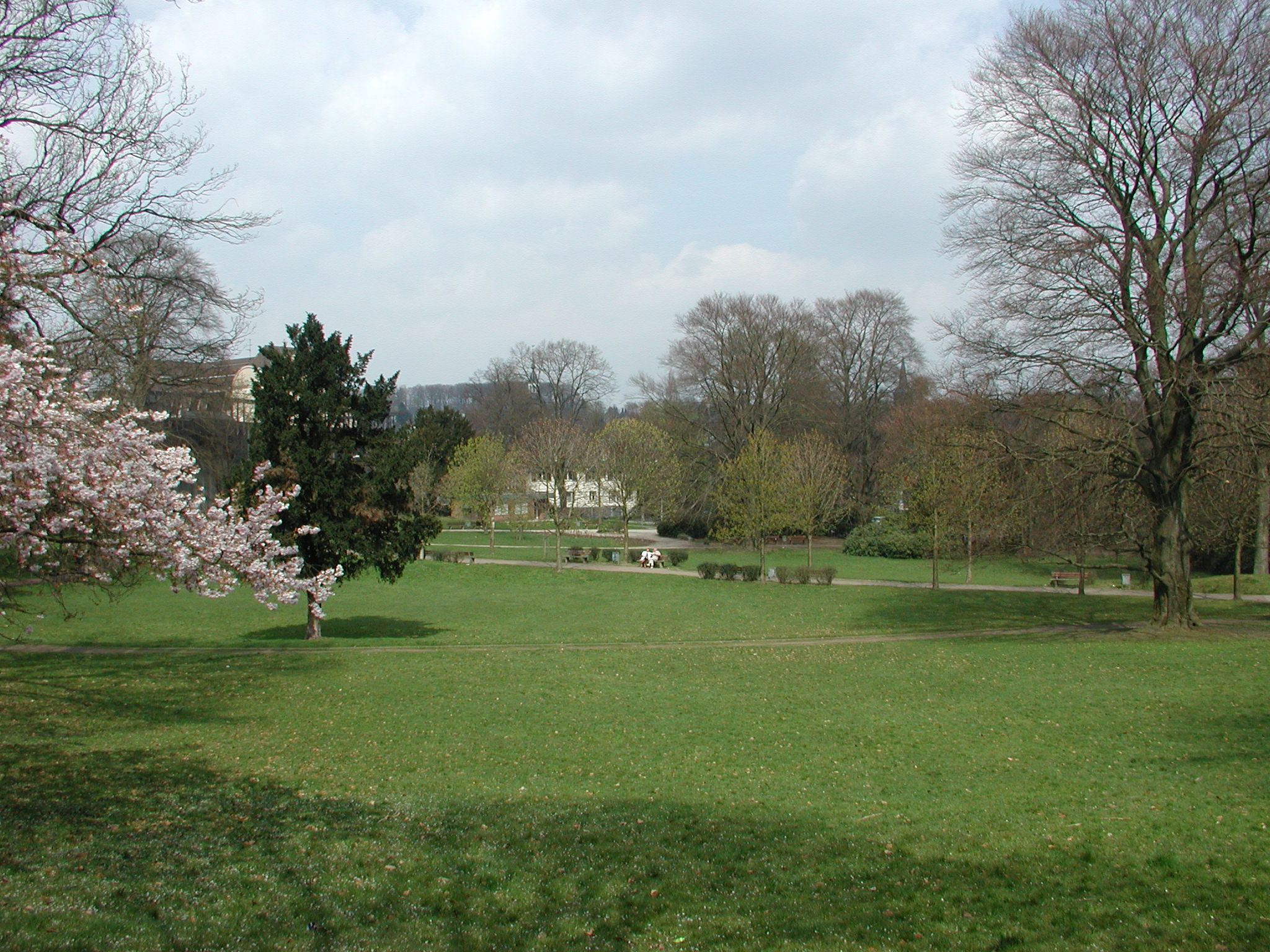
Hardtpark
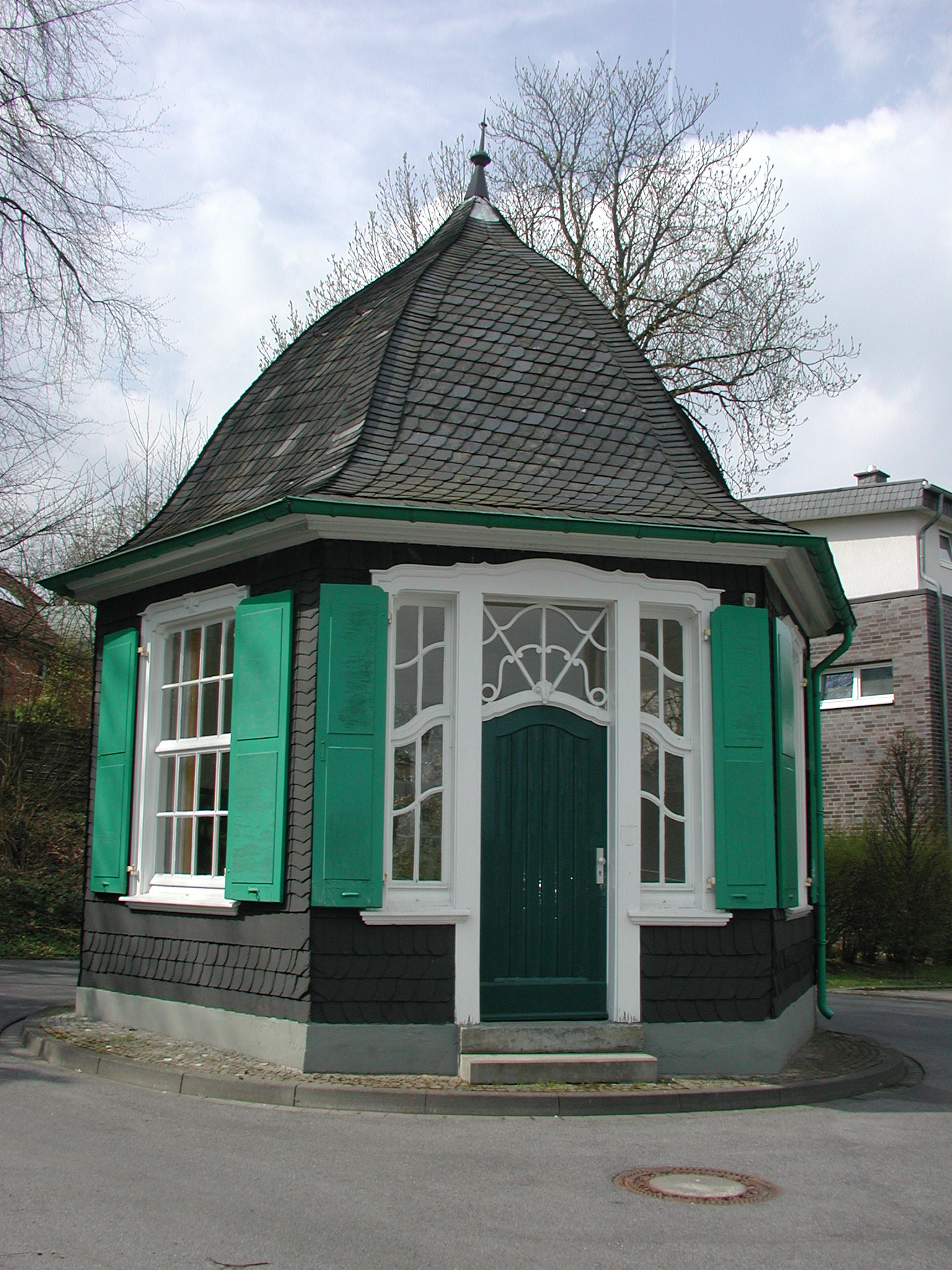
Gartenhaus im Hardtpark
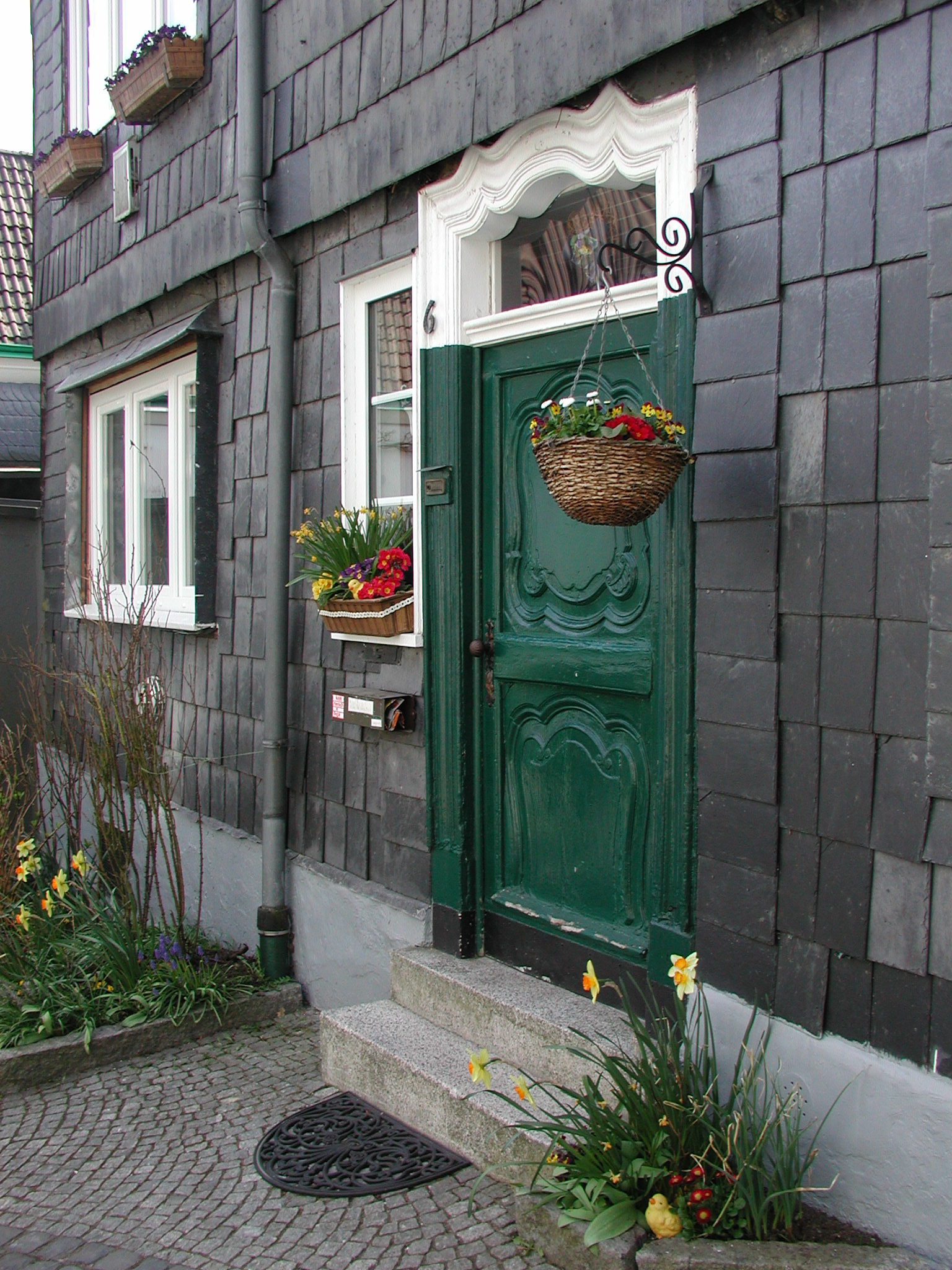
Bocksgasse
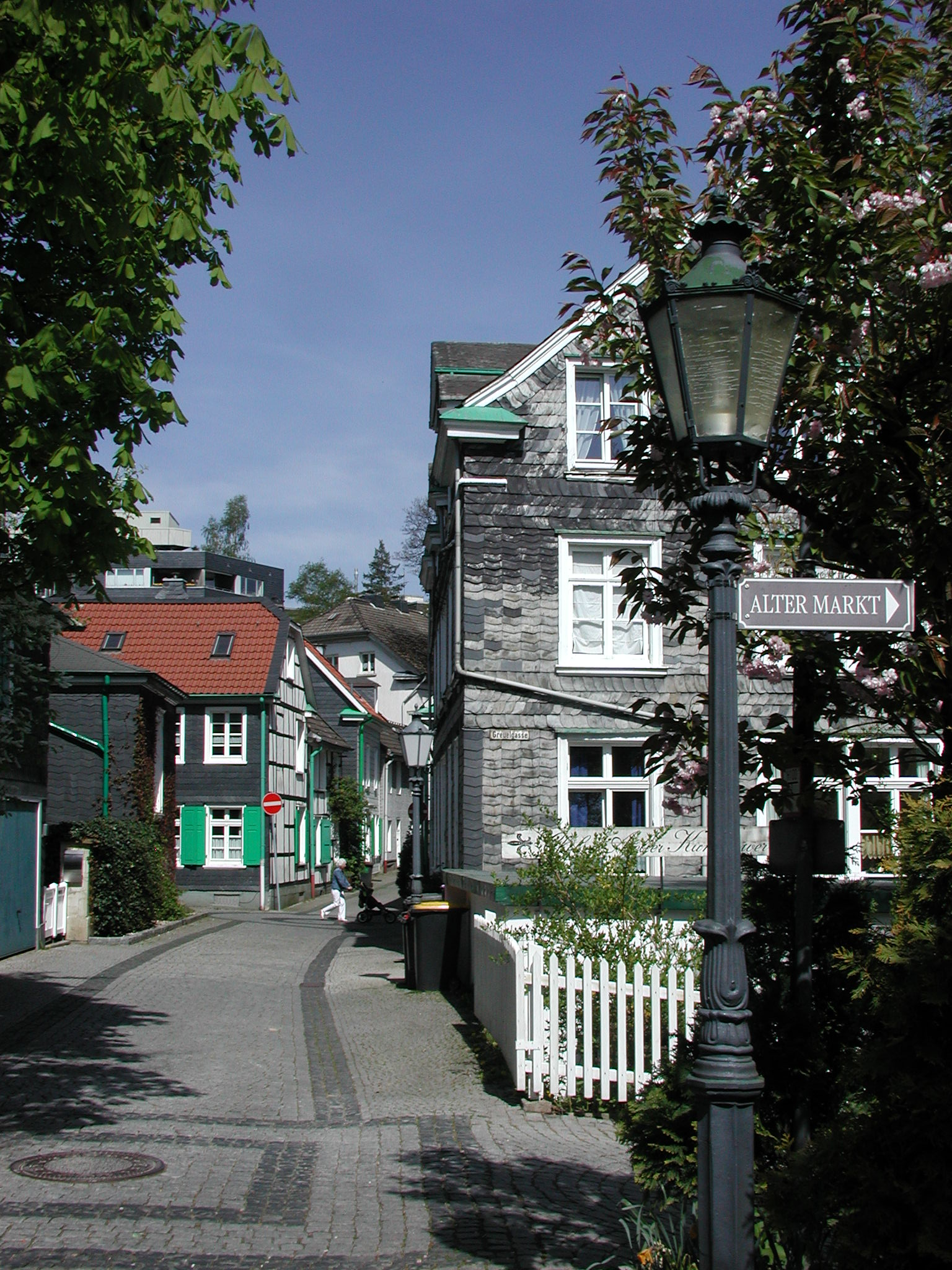
Wallstraße
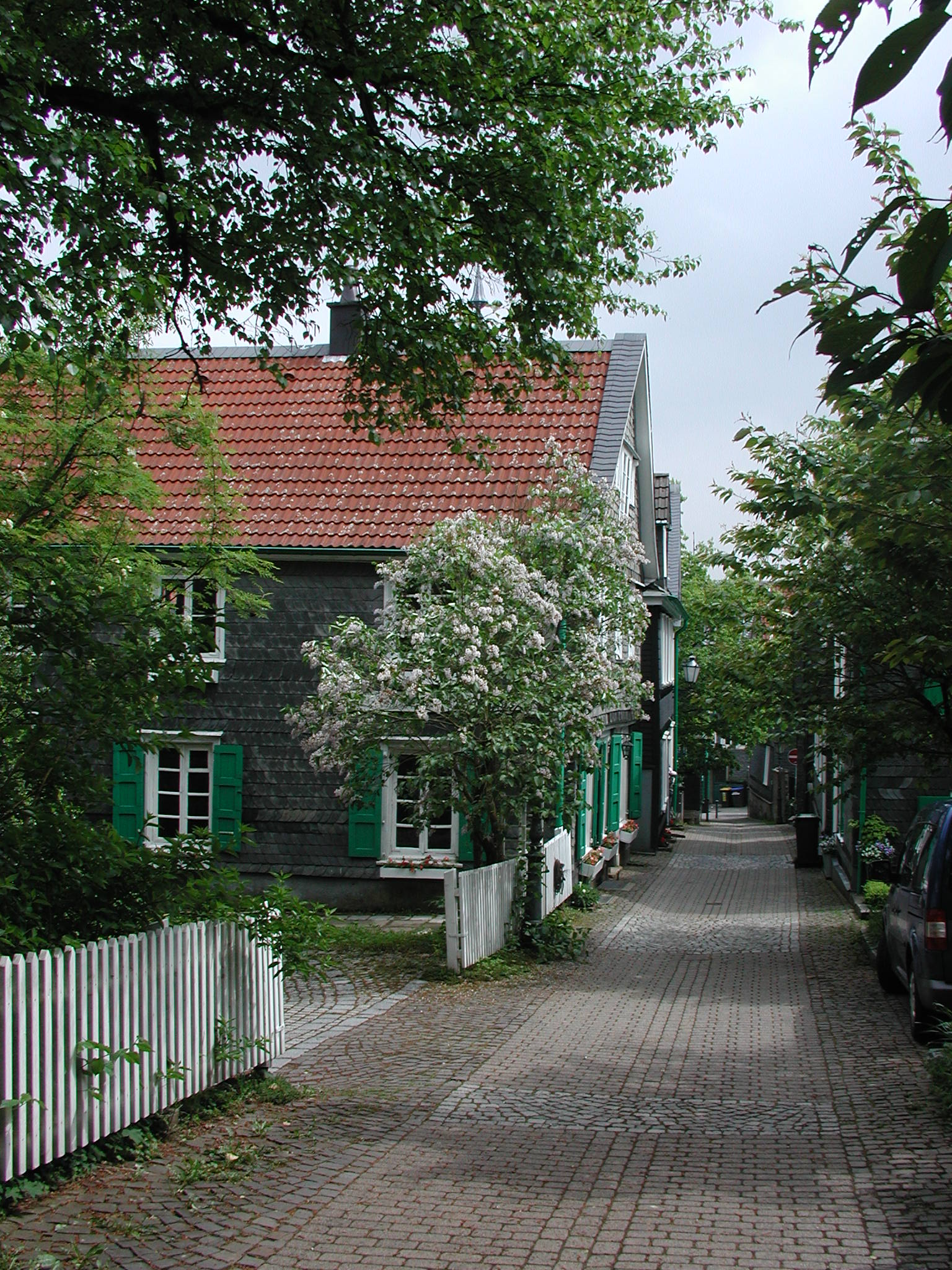
Botengasse
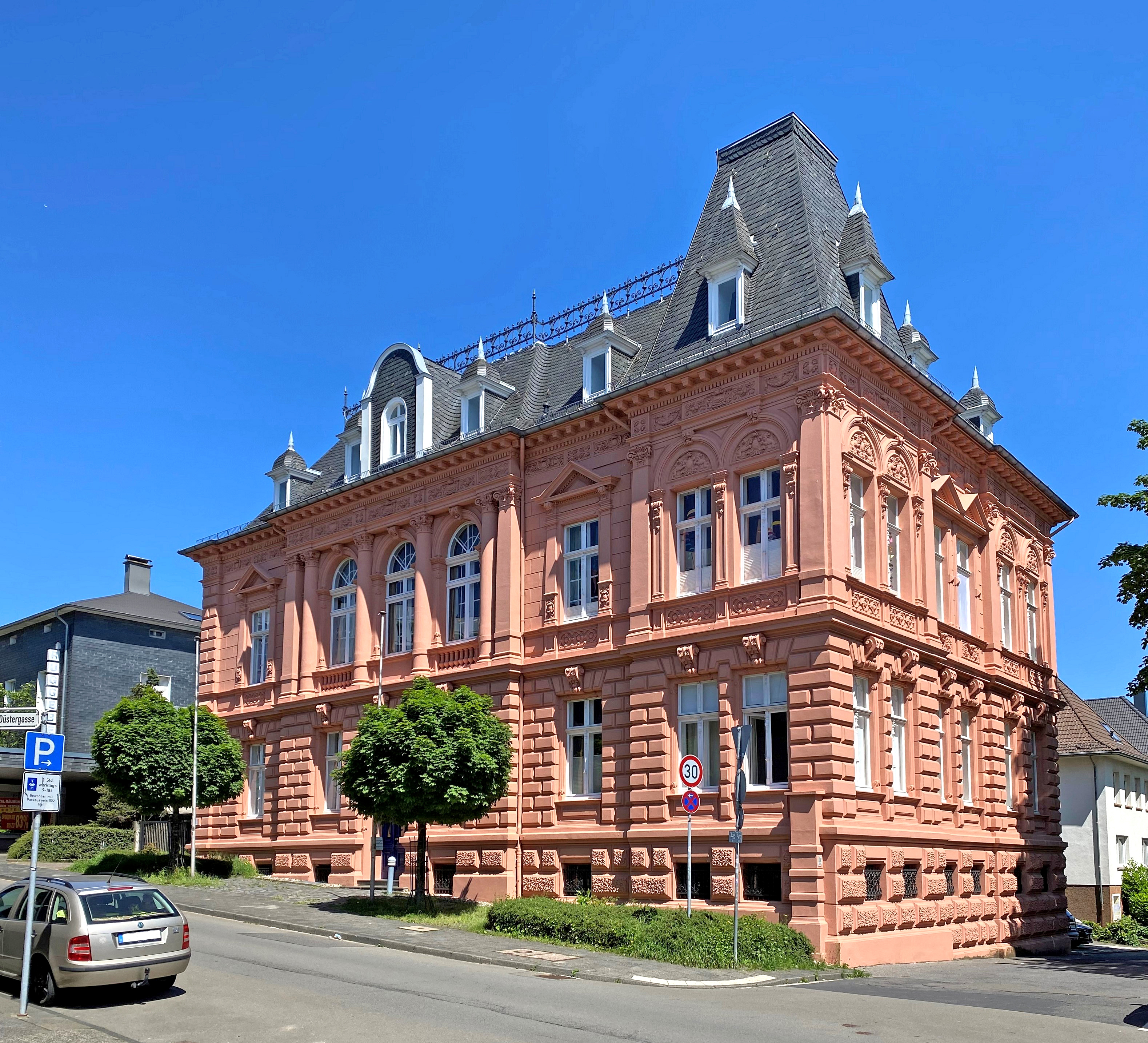
Rathaus von 1889/1890 – Altes Amtsgericht Lennep in der Bahnhofstraße.
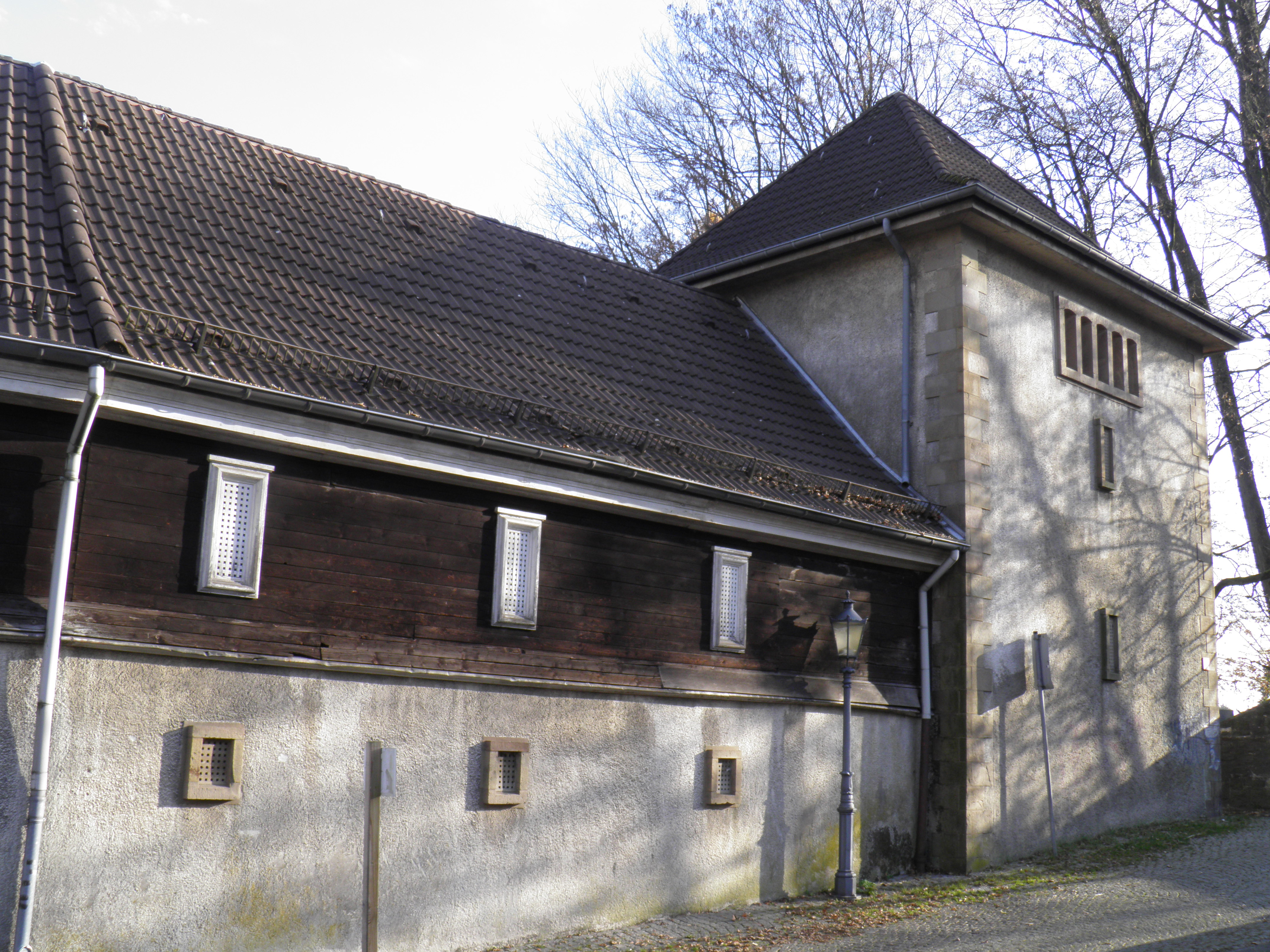
Hochbunker
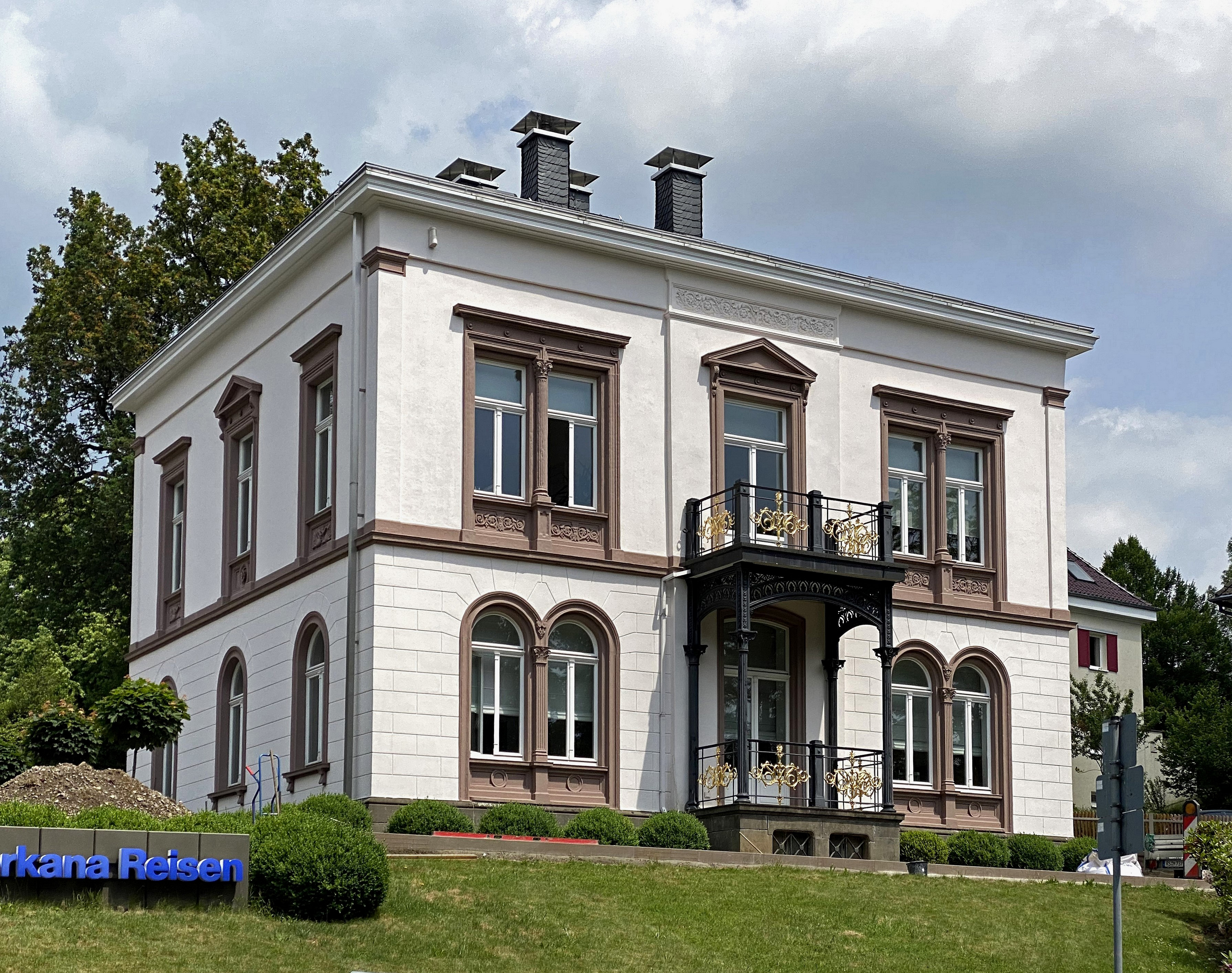
Ehemaliges Standesamt
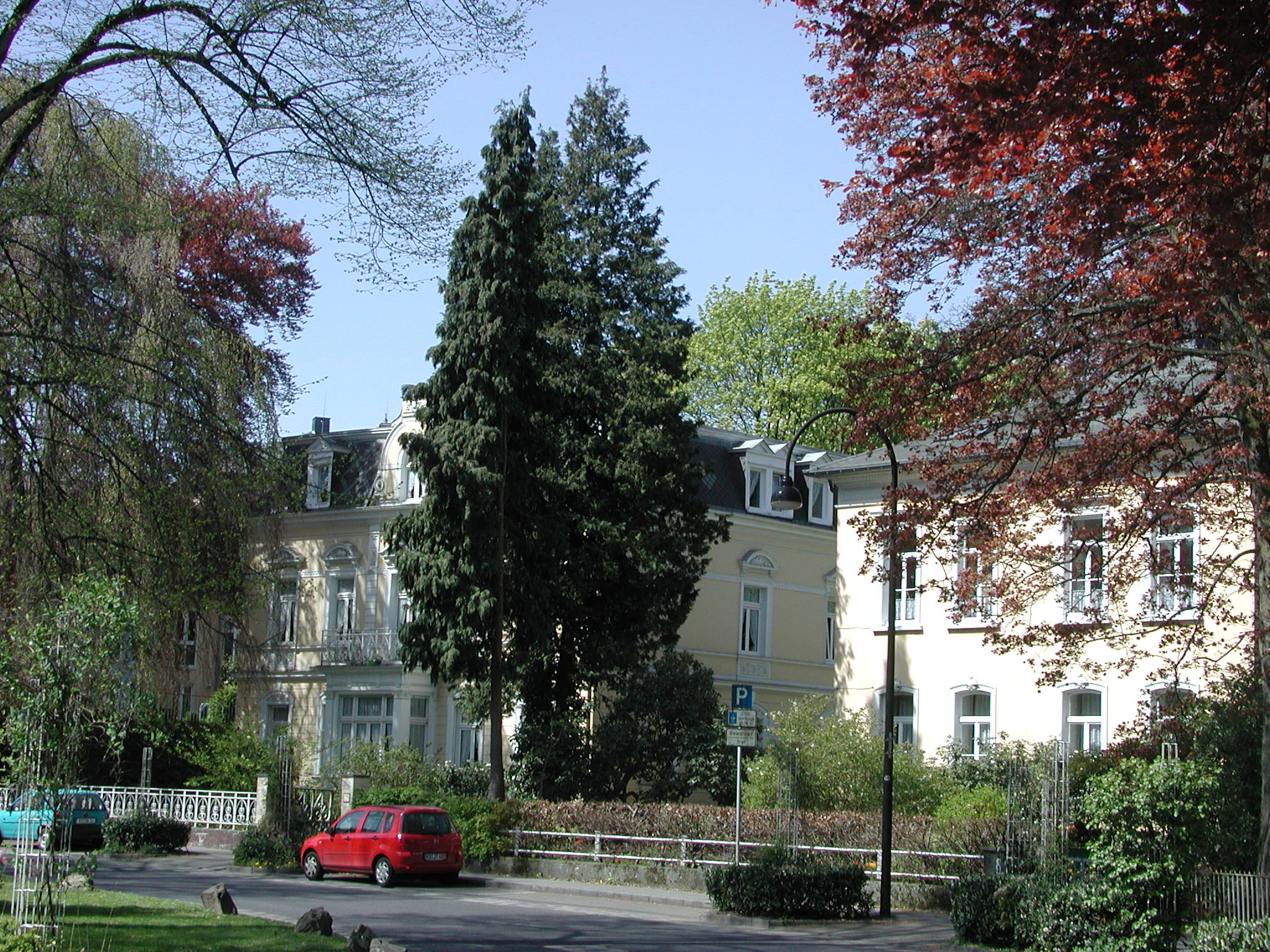
Häuserzeile am Thüringsberg
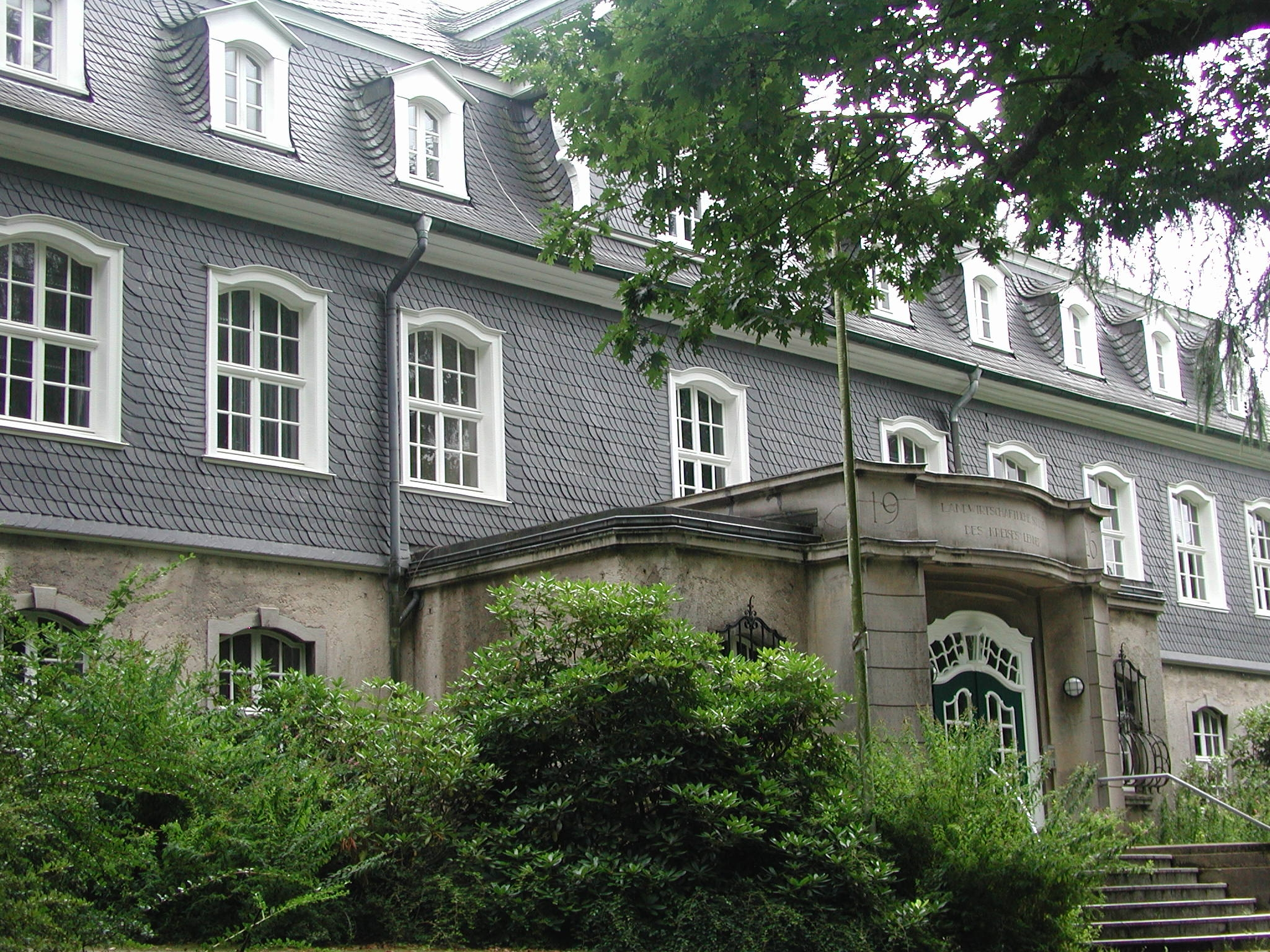
Ehemalige Landwirtschaftsschule
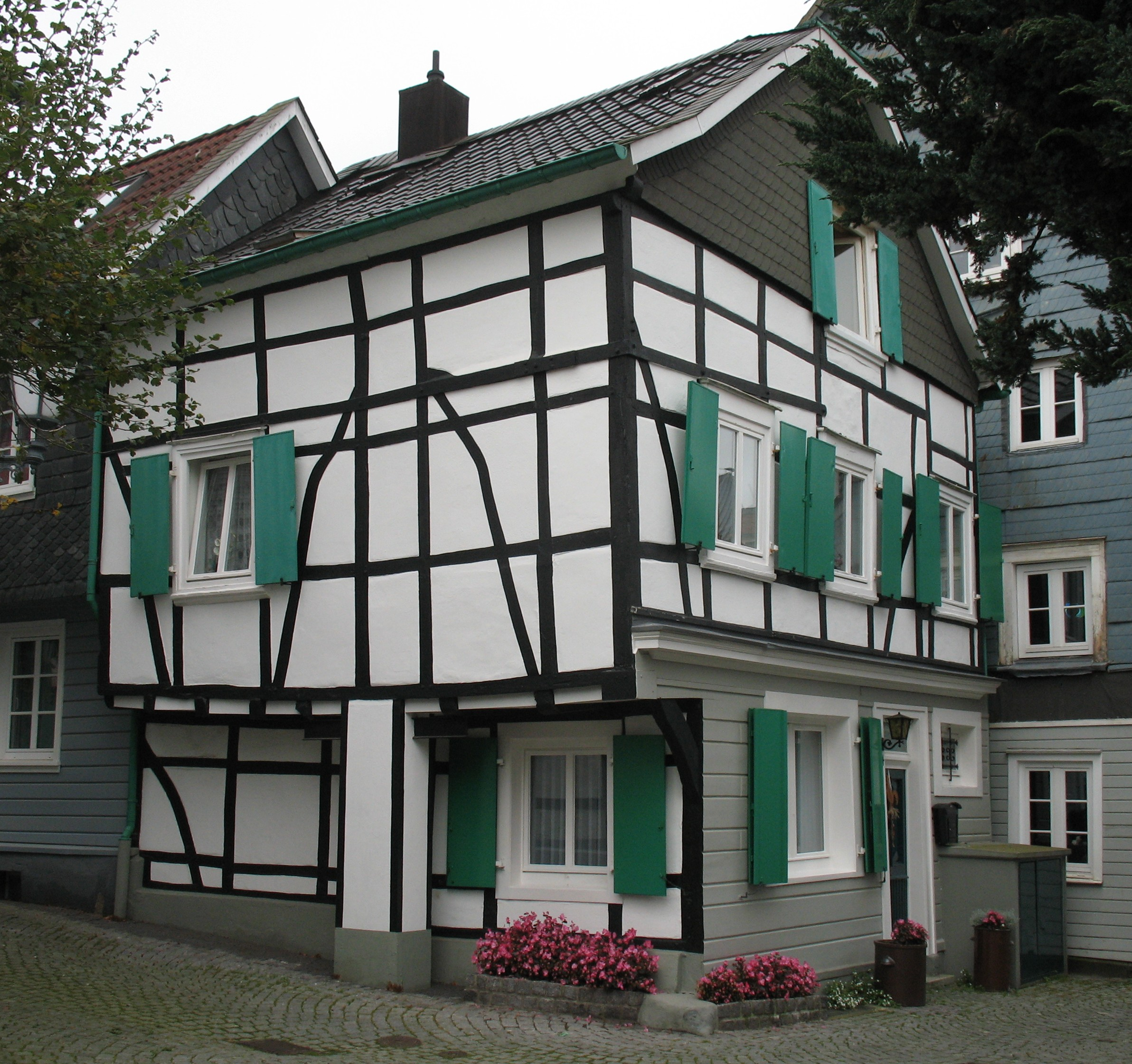
Kraspütt 3
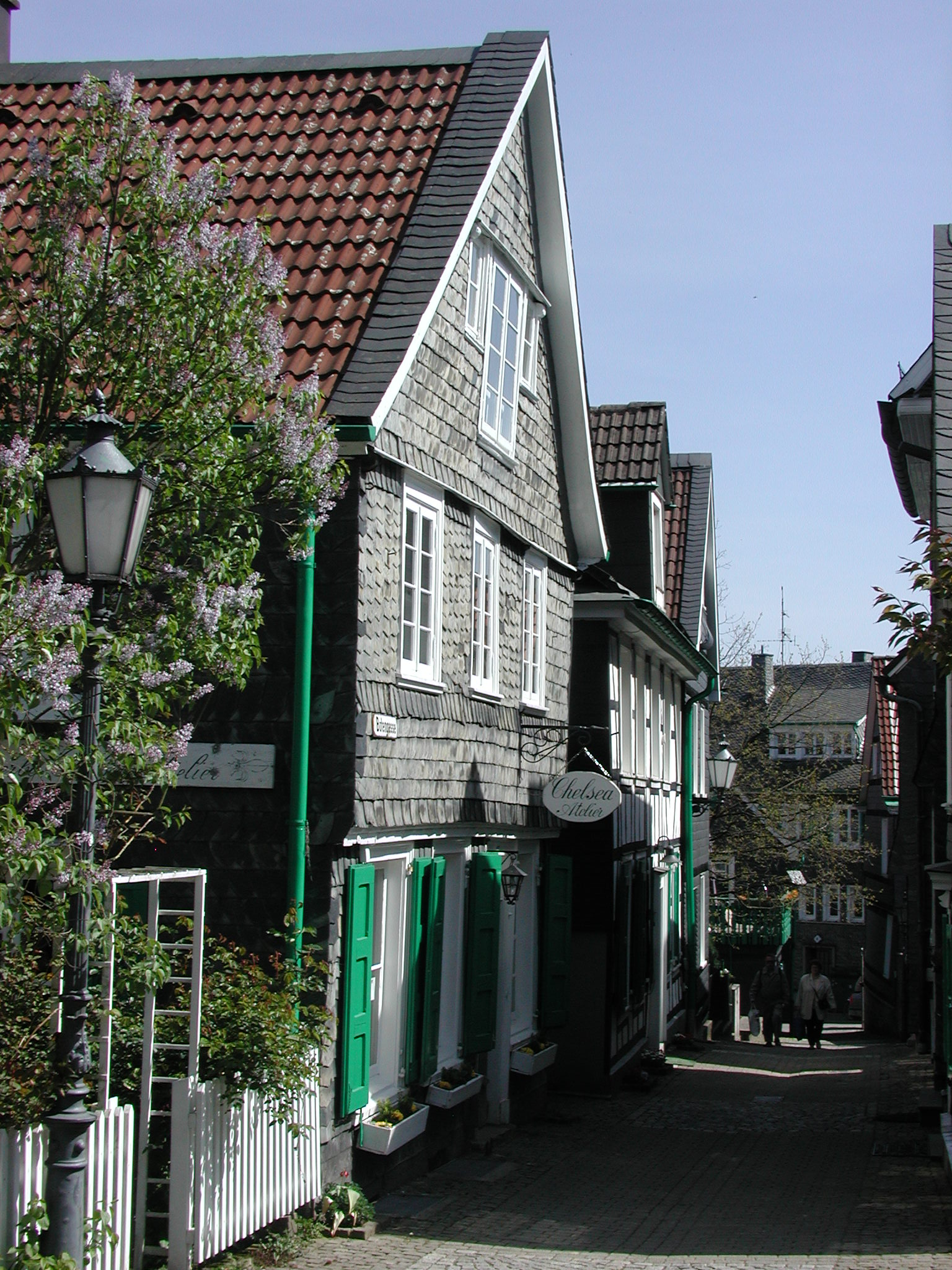
Botengasse in der Lenneper Altstadt
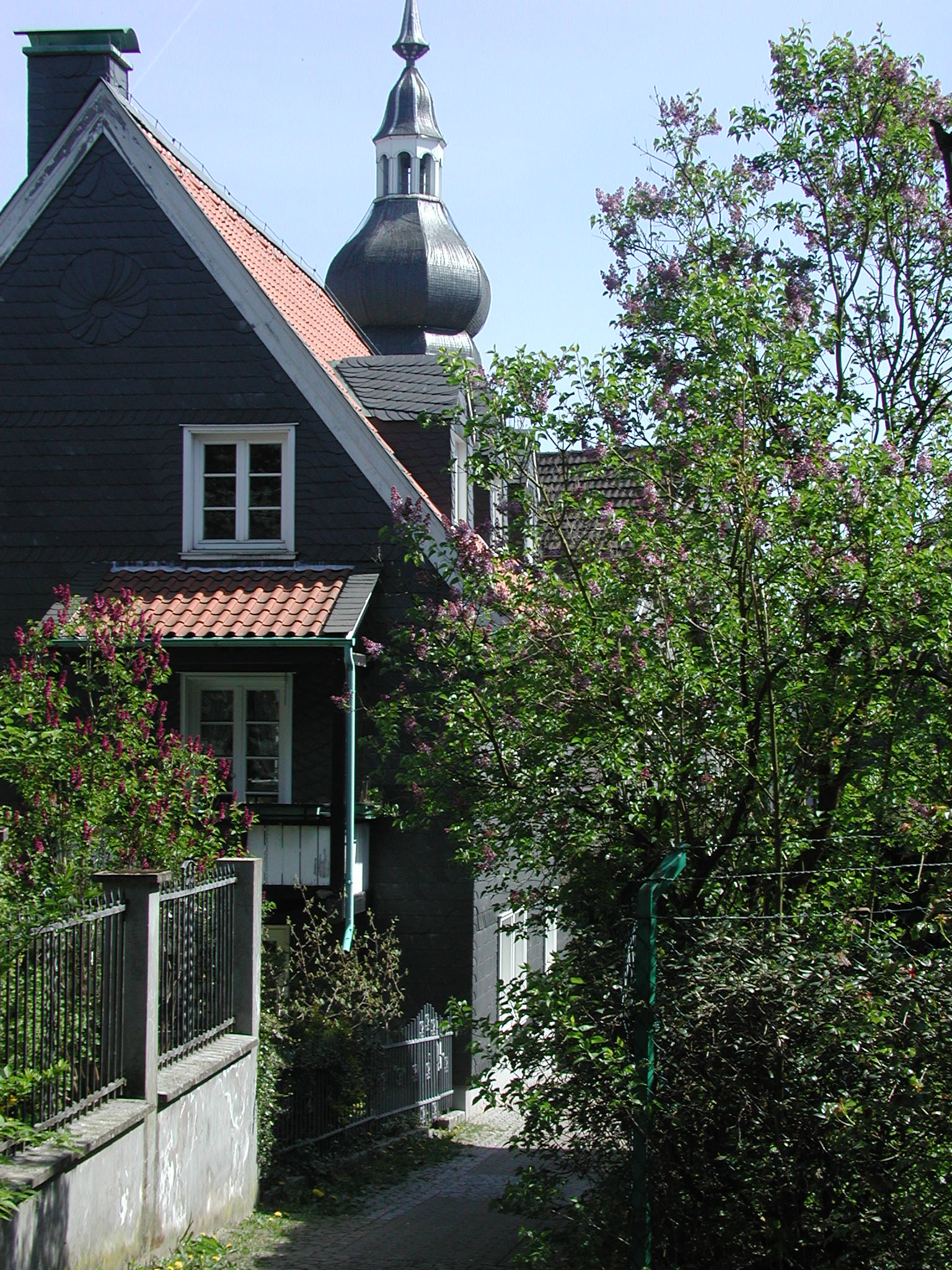
Greuelgasse in der Lenneper Altstadt
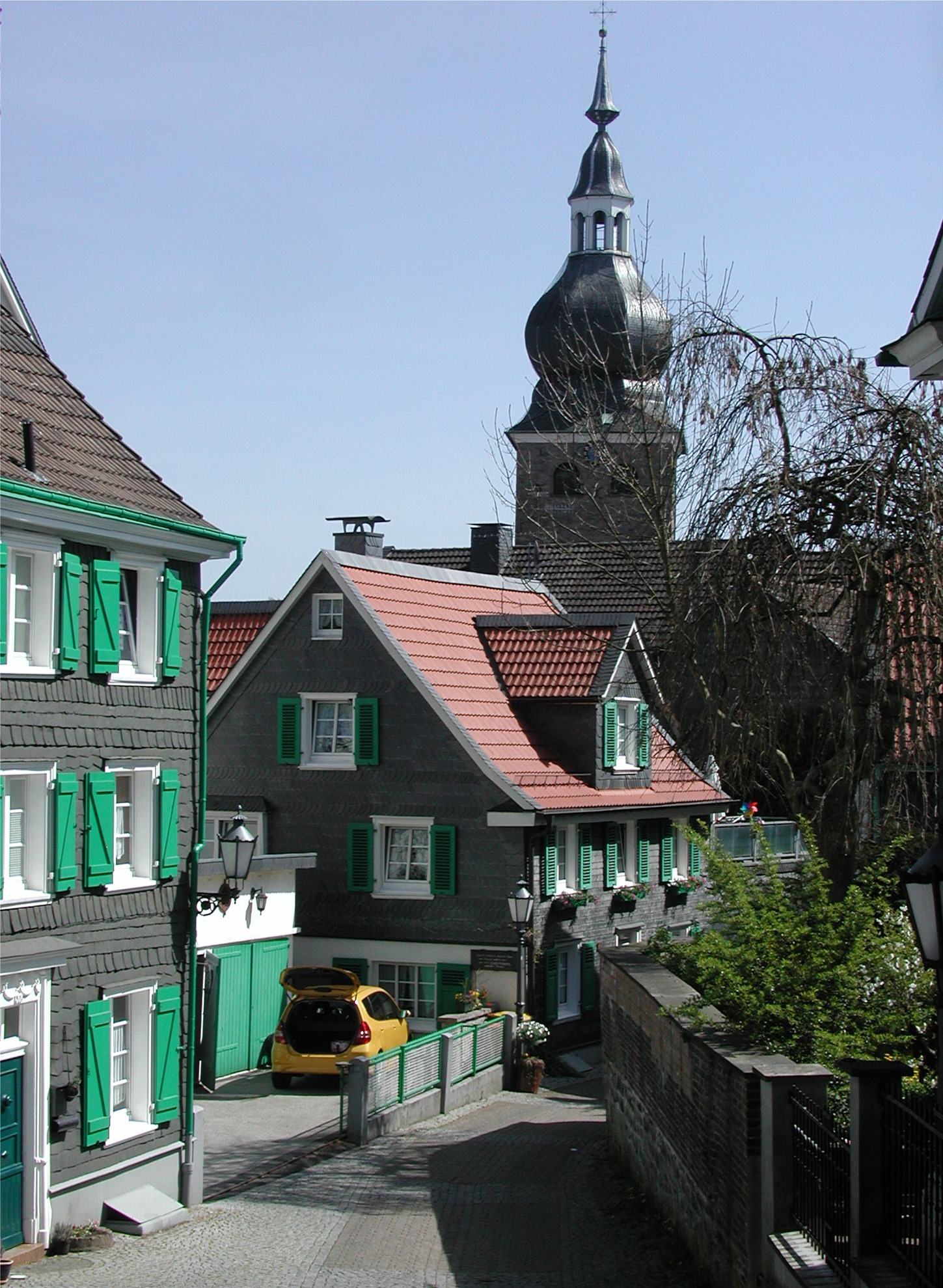
Sackgasse in der Lenneper Altstadt
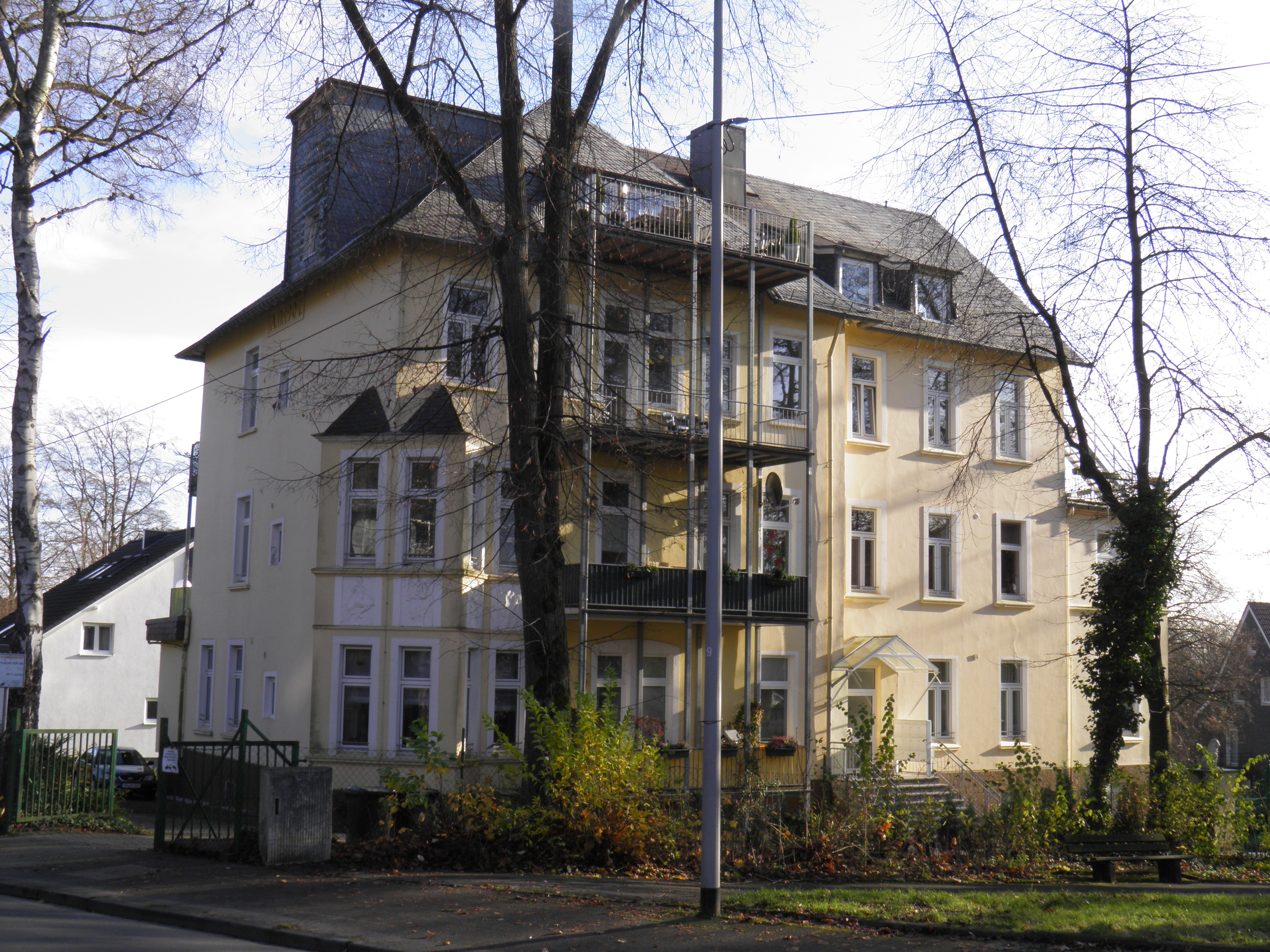
Ehemaliges „Bergisches Alumnat“ in der Hackenberger Straße
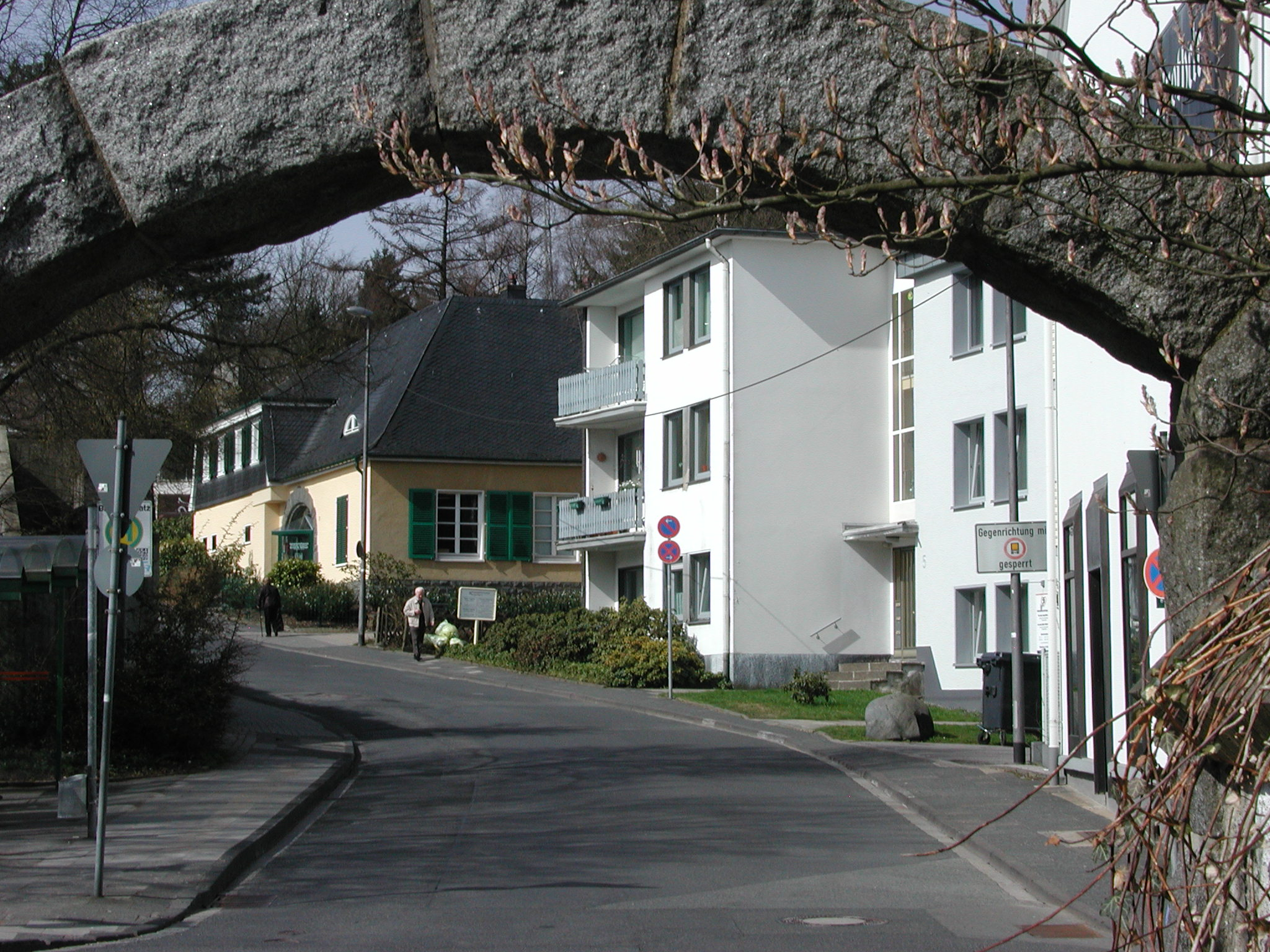
Blick auf die Bergstraße in Lennep
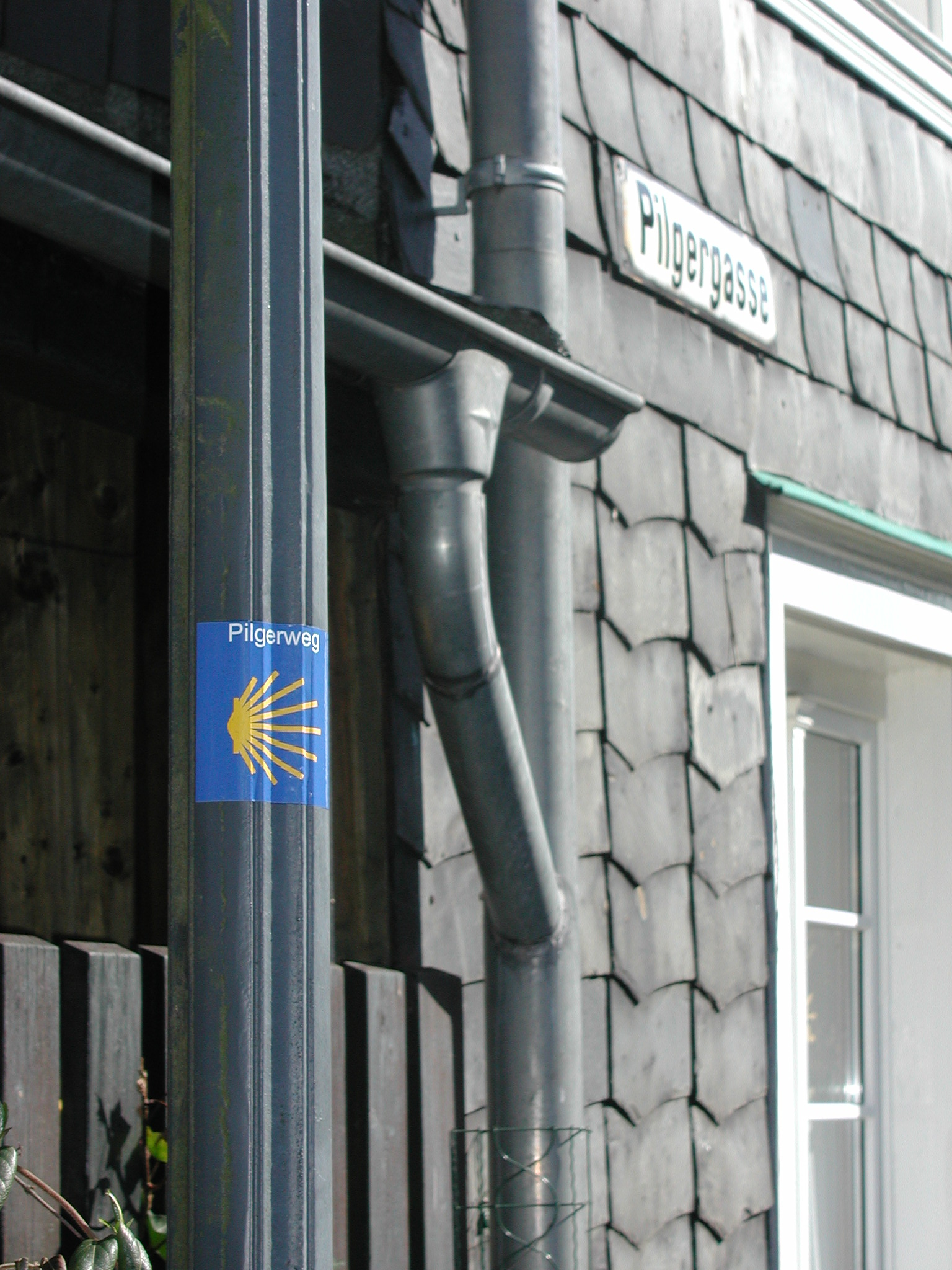
Pilgerweg durch die Pilgergasse in Lennep

### Zeitung
- Lennep im Blick, Zeitung des Heimatbundes Lüttringhausen e. V. seit 1931, Geschäftsstelle in der Gertenbachstraße 20, erscheint donnerstags und hat eine Auflage von rund 12800 Exemplaren, in Kombination mit Lüttringhauser Anzeiger 22.500 Exemplare.[22]

### Vereine und Organisationen
- Anna Hardt Stiftung e. V.
- Deutsches Rotes Kreuz Ortsverein Lennep e. V.
- CVJM Lennep e. V.
- Die Welle e. V.
- Evangelische Kirchengemeinde Lennep
- Förderverein Feuerwehr Lennep e. V.
- Freiwillige Feuerwehr Lennep
- Freiwillige Feuerwehr Zug Bergisch Born
- Freiwillige Feuerwehr Zug Lüdorf
- IG Bergisch Born e. V.
- IG Hasenberg e. V.
- Karnevalsverein „Blau-Weiße Jungs“
- Kleingärtnerverein Lennep Ost
- Kleingärtnerverein Lenneper Gartenfreunde
- Kleingartenverein Kimmenau
- Kleingartenverein Trecknase
- Kleintierzuchtverein R 248 RS
- Lennep Offensiv e. V.
- Lenneper Altstadtfreunde e. V.
- Lenneper Briefmarkenfreunde
- Lenneper Karnevalsgesellschaft e. V.
- Lenneper Schützenverein 1805 e. V.
- Lenneper Schwimmverein 1898 e. V.
- Lenneper Turngemeinde 1860 e. V.
- Lions Club Lennep
- Louise Hardt Stiftung e. V.
- MG Stammtisch Bergisch Land
- MGV „Glocke“ Hackenberg e. V.
- Rollsportverein IGR Remscheid e. V.
- Rotary-Club Lennep
- Schachfreunde Lennep
- Schachverein SF Lennep e. V.
- Schießverein SSV Lennep
- Schulverein der Albert-Schweitzer-Schule
- Schulverein Hackenberg
- Schulverein KGG am Stadion
- Schulverein Pestalozzi-Schule
- Schulverein Röntgen-Gymnasium
- Schützenverein Eintracht Lennep 1928 e. V.
- SG Lennep Altstadt e. V.
- Siedlergemeinschaft Tefental
- Sportverein SG Hackenberg 1973 e. V.
- SSV Bergisch Born
- TC FA Lennep
- Tennisclub Grün-Weiß Lennep e. V.
- Tierschutzverein
- Turnverein Frisch-Auf Lennep 1933 e. V.
- Verein Klosterkirche Lennep e. V.
- Verkehrs- und Förderverein Lennep e. V.
- VfL 1907 Lennep e. V.
- Waldorf-Schule

## Persönlichkeiten

### Bürgermeister von Lennep
Für die Jahre 1413–1806, also für die Zeit, in der Lennep die rangmäßig erste „Hauptstadt“ im Herzogtum Berg war, siehe die Liste der Bürgermeister von Lennep 1413–1806.
- 1808–1824: Franz Hasselkus
- 1825–1832: Peter Carl Moll
- 1832–1845: Carl Wille
- 1846–1872: Rudolf Trip
- 1872–1897: Ferdinand Sauerbronn
- 1897–1921: Rudolf Stosberg
- 1921–1929: Emil Nohl

Stadtbezirksbürgermeister:
- 1999–2014 Dr. Heinz-Dieter Rohrweck[23]
- 2014–0000 Markus Kötter

### Söhne und Töchter des Ortes
- Adolf Clarenbach (≈1497–1529), Lateinschullehrer, Wortführer der Reformation im Bergischen Land, im Münsterland und am Niederrhein
- Peter Tuckermann (1580–1651), lutherischer Theologe
- Johann Daniel Tewaag (1754–1823), evangelischer Geistlicher, Rektor und Autor
- Johann Wilhelm Reche (1764–1835), Geistlicher, Schriftsteller und Kirchenlieddichter
- Arnold Wilhelm Hardt sen. (1805–1878), Unternehmer und Politiker
- Johann Daniel Fuhrmann (1810–1885), Geheimer Kommerzienrat und Landrat
- Friedrich Arnold Herring (1812–1908), Textilfabrikant, Evangelist sowie Dissident
- Heinrich Hardt (1822–1889), Unternehmer und Politiker, Mitglied des Preußischen Abgeordnetenhauses
- Richard von Hardt (1824–1898), Kaufmann und Unternehmer
- Albert Hammacher (1831–1915), deutscher Kaufmann und Politiker
- Wilhelm Girardet (1838–1918), Verleger
- Arnold Wilhelm Hardt jun. (1843–1897), Unternehmer in der Textilindustrie und Handelskammerpräsident
- Wilhelm Conrad Röntgen (1845–1923), Physiker, Entdecker der Röntgenstrahlen
- Wilhelm Friedrich Laur (1858–1934), Architekt, Landeskonservator für Hohenzollern
- Johann Christian Josef Ommerborn (1863–1938), Journalist, Schriftsteller, Leiter der „Landstraßen-Mission“
- Ernst Sieper (1863–1916), Anglist
- Wilhelm Keller (1866–1941), österreichisch-böhmischer Industrieller und Politiker
- Oscar Schlitter (1868–1939), Bankier und Aufsichtsratsvorsitzender der Deutschen Bank AG
- Martha von Laffert (1883–1966), Kunstmalerin
- Fritz Windgassen (1883–1963), Opernsänger (Tenor)
- Elisabeth Dicke geb. Amann (1884–1952), Krankengymnastin, Entwicklerin der Bindegewebsmassage
- Otto Eichhorn (1884–1966), Landrat in Waldbröl und Verden
- Curt Corrinth (1894–1960), Lyriker, Romancier, Dramatiker und Drehbuchautor
- Paul Linder (1897–1968), Architekt
- Elfriede Senden, geborene Wever (1900–1941), Mittelstreckenläuferin, Olympionikin
- Heinrich Werner (1906–1945), Widerstandskämpfer
- Siegfried Reitz (1910–1999), Architekt und Stadtplaner
- Adolf Müller (1916–2005), Gewerkschafter und Politiker (CDU), MdB
- Klaus Winterhager (1929–2016), Grafik-Designer und Kommunikationsdesigner
- Udo Kempf (* 1943), Politikwissenschaftler
- Christel Frese (* 1944), Sprinterin, Europameisterin, Weltrekordlerin
- Wilhelm R. Schmidt (* 1947), Bibliothekar und Lokalhistoriker
- Stefan F. Winter (1960–2018), Mediziner, Hochschullehrer, Manager und Staatssekretär
- Michael Watzke (* 1973), Hörfunkjournalist, Drehbuchautor und Regisseur
- Jonas Dassler (* 1996), Schauspieler

### Ehrenbürger
- 1890: Richard von Hardt, Großkaufmann und Rittergutsbesitzer, (* 6. August 1824 in Lennep; † 29. September 1898 in Berlin), Zahlreiche Stiftungen, vorwiegend für soziale Zwecke, Ehrenbürger Lenneps seit 2. Dezember 1890.
- 1895: Fürst Otto von Bismarck, Reichskanzler 1871–1890, (* 1. April 1815 Schönhausen; † 30. Juli 1898 Friedrichsruh), Ehrenbürger Remscheids, Lenneps und Lüttringhausen seit 1895 (zu seinem 80. Geburtstag)
- 1896: Wilhelm Conrad Röntgen, Professor für Physik in Gießen, Würzburg und München, (* 27. März 1845 Lennep; † 10. Februar 1923 München), Entdecker der nach ihm benannten X-Strahlen, 1. Nobelpreisträger für Physik 1901, 1923 – Stiftung Studienwerk (Lennep), 1930 Röntgen-Denkmal-Einweihung in Lennep, 1932 Eröffnung des Röntgen-Museum in Lennep, Ehrenbürger Lenneps seit 15. Juni 1896.
- 1900: Richard Koenigs, Oberregierungsrat, (* 28. März 1853 Dülken; † 14. Februar 1921 Düsseldorf), Landrat des Kreises Lennep 1882–1899, Besondere Verdienste um die Landwirtschaft und Industrie, 1899 bis 1916 Oberregierungsrat in Düsseldorf, Ehrenbürger aller Städte und Landgemeinden des Kreises Lennep seit 1900.
- 1910: Johann Daniel Fuhrmann, Großkaufmann, (* 21. Oktober 1839 in Lennep; † 17. Januar 1911 in Antwerpen), Zahlreiche Schenkungen und Stiftungen u. a. 1911 Stiftung für Fürsorge armer Kinder, Ehrenbürgerbrief Lenneps seit 13. Dezember 1910.
- 1929: Julius Caesar, Fabrikant, (* 3. Januar 1887 Elberfeld, † vermisst), Papierfabrik Wilhelmstal, 1919–1929 1. Beigeordneter in Lennep, Ehrenbürger Lenneps seit 26. Juli 1929.
- 1929: Hermann Hardt, Kommerzienrat (seit 1906) und Tuchfabrikant, (* 24. Mai 1866 in Lennep; † 10. Dezember 1938 in Lennep), Seniorchef der Fa. Joh. Wülfing & Sohn. War u. a. Stadtverordneter u. Vorsitzender des Gemeinnützigen Bauvereins. Förderte soziale und kulturelle Bestrebungen mannigfacher Art, Ehrenbürger Lenneps seit 26. Juli 1929.

### Personen, die in Lennep gewirkt haben
- Johannes Scheibler (1628–1689), Hauptpastor in Lennep und Generalsuperintendent der jülich-bergischen lutherischen Gemeinden in Jülich und Berg.

### Personen, die leider nichts mit Lennep zu tun haben
- Gijs van Lennep (1942), niederländischer Autorennfahrer

## Lennep in den USA
Eine kleine Ortschaft im Meagher County des US-Bundesstaates Montana trägt den Namen Lennep. In der Geisterstadt steht auch die Lennep Trinity Lutheran Church. In der Region kommt der „Lennep Sandstone“ vor.